# Bathyarchaeia

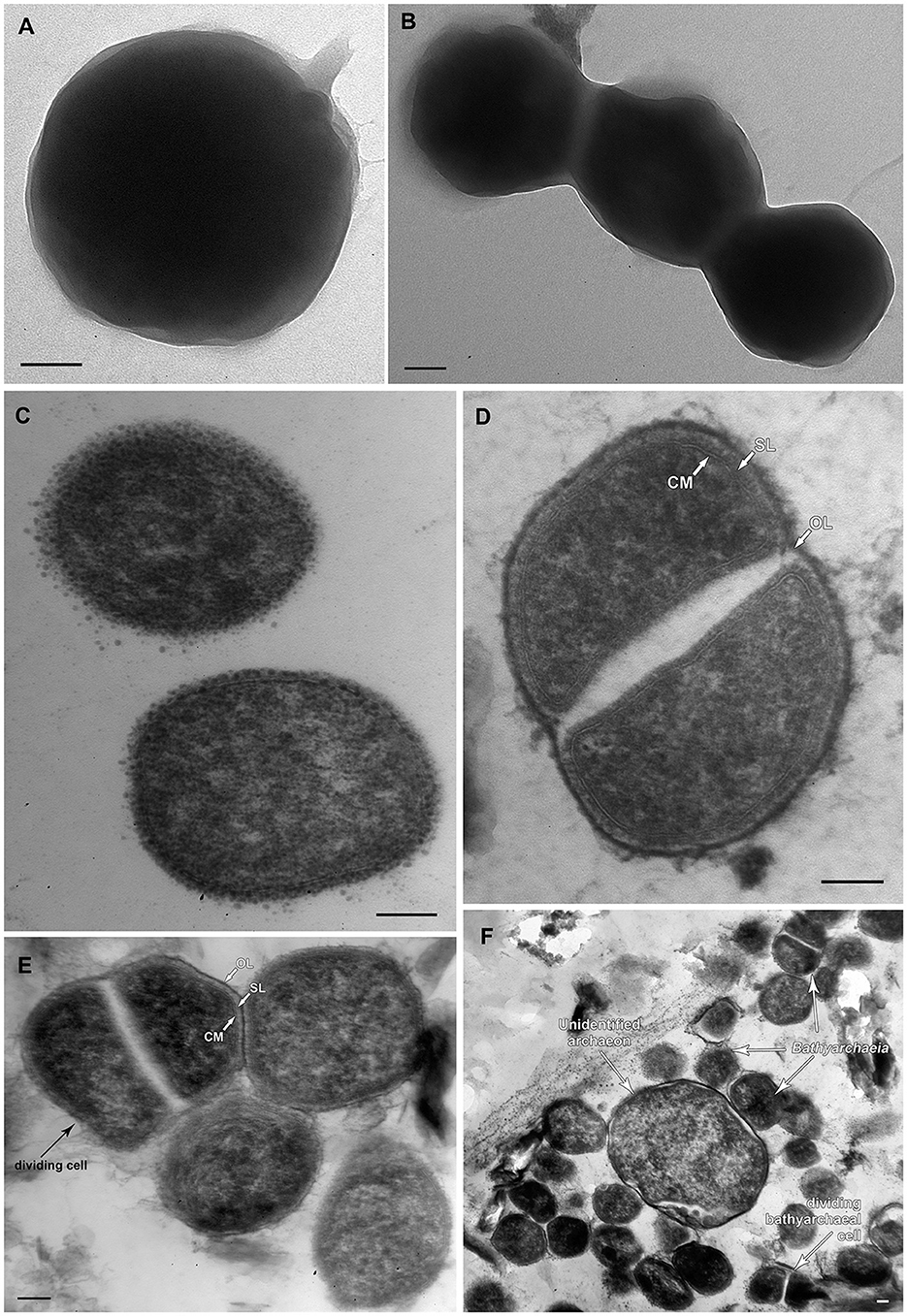
Morphologie von Bathyarchaeum tardum M17Cᵀ^{s}. EM-Aufnahmen negativ gefärbter Zellen: (A) Einzelne kokkoide Zelle, kleine Schleimbereichen auf der Oberfläche; (B) Kette von Zellen, von einer gemeinsamen Schicht bedeckt. (C) Ultradünnschnitt zweier Zellen des Stamms mit regelmäßiger Form; (D, E) sich teilende Zellen, (F) mehrere kleinere Zellen von M17Cᵀ^{s} und eine größere eines nicht identifizierten Archaeons in der Kultur. CM: Cytoplasmatische Membran; SL: S-Layer; OL: äußerste Oberflächenschicht. Balken: 0,1μm.

Die Bathyarchaeen (veraltet Miscellaneous Crenarchaeotic Group, MCG) sind eine Klade (Verwandtschaftsgruppe) von Archaeen im Reich (Biologie) Thermoproteati (früher: „TACK-Superphylum“). Ursprünglich wurde die Gruppe taxonomisch als Kandidatenphylum „Bathyarchaeota“ vorgeschlagen (Meng et al. 2014) mit verschiedenen Untergruppen, MCG-1 bis MCG-17, darunter die Kandidatenklasse „Bathyarchaeia“ (MCG-6). Diese Gruppe war ein per Vorschlag nachträglich hinzugekommenes Teil-Phylum des „TACK-Superphylums“, so dass der Anfangsbuchstabe ‚B‘ nicht in das zugehörige Akronym (‚TACK‘) einging.
Neuere Taxonomien führen die gesamten Bathyarchaeen als Kandidatenklasse Bathyarchaeia innerhalb des Phylums Thermoproteota (früher „Crenarchaeota“) und unterteilen sie in ca. acht Ordnungen.

## Vorkommen und Identifizierung
Lange Zeit (bis 2023) war es nicht möglich, Vertreter dieser Gruppe zu kultivieren.
Ihre Mitglieder wurden hauptsächlich durch Metagenomik, insbesondere durch Gensequenzen der 16S-rRNA identifiziert. Wegen solcher Vorkommen in tiefen terrestrischen Umgebungen unter der Erdoberfläche wurde die Gruppe zunächst gelegentlich auch als Terrestrial Miscellaneous Crenarchaeotic Group bezeichnet.
Die Metagenomanalysen haben aber ergeben, dass es sich um weit verbreitete Organismen handelt, die am häufigsten in Süßwasser- und Meeressedimenten gefunden werden, wo sie einen großen Teil der mikrobiellen Gemeinschaften ausmachen können; sie kommen insbesondere auch in nährstoffarmen Sedimenten des Meeresbodens reichlich vor.
Batharchaeia bilden ubiquitär verbreitete und dominierende Archaeen-Gemeinschaften in anoxischen Umgebungen in der Tiefe, sowohl im Ozean, als auch im Süßwasser, Heißwasser inklusive Sedimente von Thermalquellen und in Böden, insbesondere in Küstengebieten.
Diese Archaeen wurden auch in Böden, unterirdischen Erdöllagerstätten, tierassoziierten Lebensräumen (Termiten-Mikrobiom, s. u.) nachgewiesen.
Man schätzt, dass Bathyarchaeia weltweit ~2,0 bis 3,9 × 1028 Zellen ausmachen und damit eine der häufigsten mikrobiellen Gruppen der Erde sind.
Aus diesem Grund spielen die Bathyarchaeen eine bedeutende Rolle im globalen Kohlenstoffkreislauf.
Wegen der erst 2023 gelungenen erstmaligen Kultivierung eines Vertreters ist unser Wissen über ihren Ursprung, ihre Entwicklung und ihre ökologischen Funktionen jedoch nach wie vor unzureichend.
Die verschiedenen Untergruppen (Ordnungen) zeigen einen sehr diversifizierten und vielseitigen Kohlenstoff-Stoffwechsel, drunter atypische C1-Stoffwechselwege, was darauf hinweist, dass die Bathyarchaeia lange übersehene wichtige Methylotrophe Mikroben darstellen.
Die Ergebnisse der molekularen Datierung deuten darauf hin, dass sich Bathyarchaeia vor ca. 3,3 Milliarden Jahren von anderen Archaeen abspalteten, gefolgt von drei großen Diversifizierungen vor ca. 3,0, 2,5 und 1,8–1,7 Milliarden Jahren, wahrscheinlich bedingt durch die Entstehung und das Wachstum von Kontinenten, sowie intensiven submarinen Vulkanismus.

## Beschreibung
Die Bathyarchaeen sind anaerob und scheinen eine Schlüsselrolle im globalen Kohlenstoffkreislauf in terrestrischen und marinen anoxischen Sedimenten zu spielen.
Sequenzen der Bathyarchaeen-Kandidatenfamilie Paludivitaceae wurden im Pastaza-Marañón-Vorlandbecken (Pastaza-Marañón Foreland Basin, PMFB; Amazonas-Gebiet) gefunden, diese sind in den dortigen Moorgebieten endemisch.
Einige Bathyarchaeen sind in der Lage, den Wood-Ljungdahl-Weg der Archaeen zu gehen, was auf eine Fähigkeit zur CO2-Fixierung durch (Homo-)Acetogenese hindeutet; dies wurde zuvor ausschließlich bei Bakterien beobachtet.
Von Bedeutung für das Erdklima könnte sein, dass einige Vertreter möglicherweise Methanbildner sind. Sie sind anscheinend in der Lage, Methan aus Methanol, Methylsulfiden (Dimethylsulfid etc.) und methylierten Aminen zu produzieren.
Des Weiteren scheinen sie auch in der Lage zu sein, kurzkettige, d. h. gasförmige Alkane zu oxidieren und hierdurch Energie zu gewinnen.
Eine Lignin-abbauende Bathyarchaeia-Klade entstand erst vor ca. 300 Millionen Jahren und trug möglicherweise zu der stark verringerten Kohlenstoffbindung während des späten Karbons bei.
Man vermutet also, dass einerseits die Evolutionsgeschichte der Bathyarchaeia durch geologische Kräfte geprägt wurde, dass sie aber auch selbst auch umgekehrt die Umwelt an der Erdoberfläche beeinflussten (siehe „Ca. Baizosediminiarchaeum ligniniphilus“).
Die Gensequenzen einer weiteren Untergruppe wurde im Verdauungstrakt verschiedener Termiten-Arten gefunden.

## Kultivierung
Im August 2023 berichteten Maria Khomyakova et al. erstmalig über die Kultivierung eines Bathyarchaeia-Vertreters, des Stamms M17Cᵀs von „Ca. Bathyarchaeum tardum“ (Bathyarchaeum tardum gen. nov., sp. nov.) in einer Anreicherungskultur. Diese Organismen stammten aus einer Sediment- und Wasserprobe des Golubitskoe-Sees auf der Taman-Halbinsel (Russland), genommen am 23. Dezember 2020.
Die Zellen des Stammes M17Cᵀs sind kleine unbewegliche Kokken mit einem Durchmesser von 0,4-0,7 μm. Die Zytoplasmamembran ist von einem S-Layer umgeben und ganz außen mit einer elektronendichten Hülle bedeckt. Der Stamm ist streng anaerob und mesophil. Er wächst bei 10-45 °C mit einem Optimum bei 37 °C; bei einem pH-Wert von 6,0-10,0 (Optimum bei 8,0) und bei Natriumchlorid-Konzentrationen von 0-60 g/ℓ (Optimum bei 20 g/ℓ). Das Wachstum erfolgt in Gegenwart von methoxylierten aromatischen Verbindungen wie 3,4-Dimethoxybenzoat (DMB, Veratrumsäure) und Vanillat (Vanillinsäure) zusammen mit komplexen proteinhaltigen Substraten. Dimethylsulfoxid (DMSO) und Nitrat stimulierten das Wachstum.

## Systematik
Die alten bzw. veralteten Bezeichnungen wie MCG bzw. MCG-6 weisen auf die ursprüngliche Zuordnung zu den „Crenarchaeota“ hin, heute ersetzt durch die Klassifikation im Reich Thermoproteati oder gar als Klasse in dessen Phylum Thermoproteota.
In Ermangelung von Laborkulturen der Bathyarchaeen, wurde ihre Taxonomie ursprünglich anhand der von Genen der 16S-rRNA definiert, die direkt aus Umweltproben und Metagenom-assemblierten Genomen (MAGs) gewonnen wurde. Dies hat zu gewichtigen phylogenetischen Unstimmigkeiten und Instabilitäten geführt – beispielsweise wurden die Bathyarchaeia ursprünglich in 17, dann gar 25 Untergruppen unterteilt, bevor diese Klassifizierung durch die aktuelle mit circa acht Ordnungen abgelöst wurde. Aufgrund der großen Diversität und Verbreitung der Gruppe befassen sich mehrere Teams gleichzeitig mit dem Thema, so dass es mehrfach zu Doppelbenennungen derselben Linien gekommen ist; auch sind die von verschiedenen Teams bezeichneten Kladen nicht immer kongruent.
Wo nicht anders angegeben folgt die hier angegebene Versuch einer auszugsweise Konsens-Systematik der knappen Darstellung in der List of Prokaryotic names with Standing in Nomenclature (LPSN), sowie der Genome Taxonomy Database (GTDB) und der Taxonomie des National Center for Biotechnology Information (NCBI) (Stand 9. Juli 2025).
Bathyarchaeales vs. Baizomonadales
Beide Ordnungen werden in der maßgeblichen LPSN als Bathyarchaeia-Kandidatenordnungen geführt. Bei den von verschiedenen Autorenteams und Datenbanken (insbesondere der GTDB und der NCBI-Taxonomie) gelisteten Mitgliedern gibt es aber hohe Überschneidungen. Eine Erklärung dafür könnte anstelle serienweiser Neuzuordnungen aus eine Synonymie der Ordnungsnamen sein.
Hecatellales vs. Jinwuousiales
Nur die erste dieser beiden Kandidatenordnungen wird in der LPSN, der GTDB und der NCBI-Taxonomie geführt. Wegen der hohen Überscheidungen bei den Mitgliedern wird eine Synonymie angenommen.
Klasse „Candidatus Bathyarchaeia“ McGonigle et al. 2019
Klasse [„Ca. Bathyarchaeia“ Khomyakova et al. 2023 bzw.
Klasse „Ca. Bathyarchaeia“ Loh et al. 2021
Klasse Terrestrial Miscellaneous Crenarchaeotal Group,
Klasse„Ca. Bathyarchaeota“ Meng et al. 2014 (nach LPSN herabgestuft),
Klasse Miscellaneous Crenarchaeotal Group, MCG]

### Baizomonadales
- Ordnung „Ca. Baizomonadales“ Hou et al. 2023(H,P) [früher o__B26-1(G)][A. 3]
  - Familie „Actozhurongousiaceae“(H) [f__WAQA01(G)] (früher in Bathyarchaeales(G); zuvor in MCG-13(H)]
    - Gattung „Actozhurongousia“(H) [WAQA01(G)]
      - Spezies WAQA01 sp015520475(G) [Ca. Bathyarchaeota archaeon isolate S146_99_esom(N)]
        - Stamm S146_99_esom(N,G,H)
        - Stamm S146_metabat1_scaf2bin.094(G)

  - Familie „Aoshunithermaceae“(H)
    - Gattung „Aoshunithermus“(H)
      - Spezies [Aoshunithermus sp. 3300025546_7] (formal ergänzt)
        - Stamm 3300025546_7(H)

  - Familie „Ca. Baizomonadaceae“ Hou et al. 2023 (früher in „Bathycorpusculaceae“(G) und f__B26-1(G) sowie f__UBA5738(G) bzw. in Miscellaneous Crenarchaeotal Group 6, MCG-6 (auch I.3) und MCG-5bb[15](H))
    - Gattung „Ca. Baizomonas“ Hou et al. 2023 – inklussive folgender GTDB-Gattungen:
Bathycorpusculum (anteilig), UBA11855, JACAEI01, 20-14-0-80-47-9 und JAOAIV01 – alle von Bathycorpusculaceae(G)
      - Spezies Ca. Bathyarchaeota archaeon isolate AlinenSedimentsCore2_bin-0327(N)
        - Stamm AlinenSedimentsCore2_bin_0327(H) alias AlinenSedimentsCore2_bin-1270(N,G)

      - Spezies Bathycorpusculum sp003164295(G) [Ca. Bathyarchaeota archaeon isolate bog_990(N)]
        - Stamm bog_990(N,G,H)

      - Spezies Bathycorpusculum sp003165195(G) [Ca. Bathyarchaeota archaeon isolate bog_991(N)]
        - Stamm bog_991(N,G,H)

      - Spezies Ca. Bathyarchaeia archaeon clone Cu122P1_bin20(N)
        - Stamm Cu122P1bin20(G,H) alias Cu122P1_bin20(N)

      - Spezies Ca. Bathyarchaeota archaeon isolate das_tool.concoct.36[16]
        - Stamm das_tool_concoct_36(H) alias das_tool.concoct.36(G)

      - Spezies Ca. Bathyarchaeota archaeon isolate E14_bin-2119(N)
        - Stamm E14_bin_2119(H) alias E14_bin-2119(N,G)

      - Spezies Bathycorpusculum acetigenes(G) [Ca. Bathycorpusculum acetigenes isolate Emb289P1_bin127(N)]
        - Stamm Emb289P1bin127(H) alias Emb289P1_bin127(N,G)

      - Spezies Bathycorpusculum sp009781395(G) [Ca. Bathycorpusculum sp. isolate Emb289P3bin80(N)]
        - Stamm Emb289P3bin80(N,G,H)

      - Spezies Ca. Bathyarchaeota archaeon isolate fen_988(N)
        - Stamm fen_988(N,G,H)

      - Spezies Bathycorpusculum sp003141855(G) [Ca. Bathyarchaeota archaeon isolate fen_992(N)]
        - Stamm fen_992(N,G,H)

      - Spezies Bathycorpusculum sp903901015(G) [Ca. Bathyarchaeota archaeon isolate KR_bin-3225(N)]
        - Stamm KR_bin_3225(N,G,H)

      - Spezies Bathyarchaeota archaeon isolate MF-10.3(N)
        - Stamm MF_10_3(H) alias MF-10.3(N,G)

      - Spezies Ca. Bathyarchaeota archaeon isolate MF-3.4(N)
        - Stamm MF_3_4(H) alias MF-3.4(N,G)

      - Spezies Ca. Bathyarchaeota archaeon isolate MF-4.2.1.10.12.7(N)
        - Stamm MF_4_2_1_10_12_7(H) alias MF-4.2.1.10.12.7(N,G)

      - Spezies Ca. Bathyarchaeota archaeon isolate MF-5.3.1.4(N)
        - Stamm MF_5_3_1_4(H) alias MF-5.3.1.4(N,G)

      - Spezies Ca. Bathyarchaeota archaeon isolate MF-9.11(N)
        - Stamm MF_9_11(H) alias MF-9.11(N,G)

      - Spezies Bathycorpusculum sp003133625(G) [Ca. Bathyarchaeota archaeon isolate palsa_986(N)]
        - Stamm palsa_986(N,G,H)

      - Spezies Bathycorpusculum sp003151735(G) [Ca. Bathyarchaeota archaeon isolate palsa_989(N)]
        - Stamm palsa_989(N,G,H)

      - Spezies Ca. Bathyarchaeota archaeon isolate SZUA-280(N)
        - Stamm SZUA_280(H) alias SZUA-280(N,G)

      - Spezies Ca. Bathyarchaeota archaeon isolate SZUA-409(N)
        - Stamm SZUA_409(H) alias SZUA-409(N,G)

      - Spezies Ca. Bathyarchaeota archaeon isolate SZUA-518(N)
        - Stamm SZUA_518(H) alias SZUA-518(N,G)

      - Spezies Bathycorpusculum sp026014745(G) [Ca. Bathyarchaeota archaeon isolate PYH_1(N)]
        - Stamm PYH_Bins.001(H) alias PYH_1(N,G)[17]

      - Spezies Bathycorpusculum sp026014735(G) [Ca. Bathyarchaeota archaeon isolate PYH_2(N)]
        - Stamm PYH_Bins.003(H) alias PHY_2(N,G)[18]

      - Spezies „Ca. Baizomonas nivis“ Hou et al. 2023(H)
        - Stamm spa_Bins.011.filtered.filtered(H)

      - Spezies [Baizomonas sp. spa_Bins.052.filtered.filtered] (formal ergänzt)
        - Stamm spa_Bins.052.filtered.filtered(H)

      - Spezies Ca. Bathyarchaeota archaeon CG_4_8_14_3_um_filter_42_8(N)
        - Stamm CG_4_8_14_3_um_filter_42_8(N,G,H)

      - Spezies Ca. Bathyarchaeota archaeon isolate ZAV-11(N)
        - Stamm ZAV_11(H) alias ZAV-11(N,G)

      - Spezies Ca. Bathyarchaeota archaeon RBG_13_46_16b(N)
        - Stamm RBG_13_46_16b-(H) alias RBG_13_46_16b(N)

    - Gattung UBA11855(G) – in der GTDB zur Bathyarchaeales-Familie Bathycorpusculaceae, bei Hou et al. (2023) synonym zu Baizomonas
      - Spezies UBA11855 sp11852u(G) [Ca. Bathyarchaeota archaeon isolate UBA11855(N)]
        - Stamm UBA11852(N,G,H)

      - Spezies UBA11855 sp035288165(G) [Ca. Bathyarchaeia archaeon isolate SMAG_U8226(N)]
        - Stamm SMAG_U8226(N,G)

      - Spezies UBA11855 sp035297385(G) [Ca. Sulfotelmatobacter sp. isolate SMAG_U10654 (sic!)(N)]
        - Stamm SMAG_U10654(N,G)

    - Gattung JAOAIV01 – in der GTDB zur Bathyarchaeales-Familie Bathycorpusculaceae, bei Hou et al. (2023) synonym zu Baizomonas
      - Spezies JAOAIV01 sp026014545(G) [Spezies Ca. Bathyarchaeota archaeon isolate SQ(N)]
        - Stamm SQ-7_Bins.001(H) alias SQ(N,G)[19]

      - Spezies JAOAIV01 sp026414525(G) [Spezies Ca. Bathyarchaeota archaeon isolate SKW11(N)]
        - Stamm SKW11(N,G)

      - Spezies JAOAIV01 sp037481775(G) [Spezies Ca. Bathyarchaeia archaeon isolate Uz-U4-12(N)]
        - Stamm Uz-U4-12(N,G)

      - Spezies JAOAIV01 sp038848695(G) [Spezies Ca. Bathyarchaeia archaeon isolate JZ-2_201709_bins_168(N)]
        - Stamm JZ-2_201709_bins_168(N,G)

      - Spezies JAOAIV01 sp038849555(G) [Spezies Ca. Bathyarchaeia archaeon isolate JZ-2_201705_bins_71(N)]
        - Stamm JZ-2_201705_bins_71(N,G)

    - Gattung JACAEI01(G) – in der GTDB zur Bathyarchaeales-Familie Bathycorpusculaceae, bei Hou et al. (2023) synonym zu Baizomonas
      - Spezies JACAEI01 sp013388905(G) [Spezies Ca. Bathyarchaeota archaeon isolate L.E.AR.18(N)]
        - Stamm L_E_AR_18(H) alias L.E.AR.18(N)

      - Spezies JACAEI01 sp013388895(G) [Ca. Bathyarchaeota archaeon isolate L.E.AR.33(N)]
        - Stamm L_E_AR_33(H) alias L.E.AR.33(N)

    - Gattung 20-14-0-80-47-9(G) – in der GTDB zur Bathyarchaeales-Familie Bathycorpusculaceae, bei Hou et al. (2023) synonym zu Baizomonas
      - Spezies 20-14-0-80-47-9 sp002779555(G) [Ca. Bathyarchaeota archaeon CG07_land_8_20_14_0_80_47_9(N)]
        - Stamm CG07_land_8_20_14_0_80_47_9(N,G,H)

      - Spezies 20-14-0-80-47-9 sp022865455(G) [Ca. Bathyarchaeota archaeon isolate PFL10]
        - Stamm PFL10(N,G)

  - Familie „Baizomorphaceae“(H) (früher in Bathycorpusculaceae(G) bzw. MCG-1(H))
    - Gattung „Baizomorpha“(H) [UBA233(G)]
      - Spezies UBA233 sp003661945(G) [Ca. Bathyarchaeota archaeon isolate HyVt-155(N)]
        - Stamm HyVt_155

      - Spezies UBA233 sp002507245(G) [Ca. Bathyarchaeota archaeon UBA233(N)]
        - Stamm UBA233-UBA233(H) alias UBA233(N,G)

      - Spezies [Baizomorpha sp. 3300002481_38] (formal ergänzt)
        - Stamm 3300002481_38(H)

      - Spezies UBA233 sp002010925(G) [Ca. Bathyarchaeota archaeon JdFR-04(N)]
        - Stamm JdFR-04(N,G)

  - Familie „Baizosomaceae“(H) (früher in MCG-3(H))
    - Gattung „Baizosoma“(H)
      - Spezies Ca. Bathyarchaeota archaeon BA1(N)
        - Stamm BA1(N,G) alias BA1-BA1(H)

  - Familie „Ca. Baizostellaceae“ Hou et al. 2023(L) [f__BA1(Go)] (früher in „Bathyarchaeaceae “(G) bzw. MCG-2 und MCG-8(H))[A. 4]
    - Gattung „Baizobellus“(H) [SOJZ01(G)]
      - Spezies SOJZ01 sp004376295(G) [Ca. Bathyarchaeota archaeon isolate E44_bin43(N), Ca. Bathyarchaeota archaeon isolate E26_bin22(N), Ca. Bathyarchaeota archaeon isolate CSMAG_2733(N)] (verschoben)
        - Stamm E44_bin43(N,G,H)
        - Stamm E26_bin22(N,G)
        - Stamm CSMAG_2733(N,G)

      - Spezies SOJZ01 sp020348865(G) [Ca. Bathyarchaeota archaeon isolate bin30(N)]
        - Stamm bin30(N,G)

      - Spezies SOJZ01 sp020352535(G) [Ca. Bathyarchaeota archaeon isolate bin695(N)]
        - Stamm bin695(N,G)

      - Spezies SOJZ01 sp030608565(G) [Ca. Bathyarchaeota archaeon isolate CSMAG_2176(N)]
        - Stamm CSMAG_2176(N,G)

      - Spezies Ca. Bathyarchaeota archaeon isolate KS3-K019(N)
        - Stamm KS3-K019(N,G,H)

      - Spezies [Baizobellus sp. 3300024353_40] (formal ergänzt)
        - Stamm 3300024353_40(H)

    - Gattung „Ca. Baizosediminiarchaeum“ Yu et al. 2023
[inkl. Kmv02(G) und BA2(G) aus Bathyarchaeaceae]
      - Spezies „Ca. Baizosediminiarchaeum ligniniphilus“ Yu et al. 2023[20] [Archaeon isolate DL1YTT001(N)]
        - Stamm DL1YTT001[20]

      - Spezies Ca. Bathyarchaeum sp. isolate Bin-L-1(N)
        - Stamm Bin_L_1(H) alias Bin-L-1(N)

      - Spezies Ca. Bathyarchaeum sp. isolate Bin-L-2(N)
        - Stamm Bin_L_2(H) alias Bin-L-2(N)

      - Spezies Bathyarchaeum sp004376385(G) [Ca. Bathyarchaeum sp. isolate E44_bin4(N)] (verschoben)
        - Stamm E44_bin4(N,G,H)

      - Spezies Miscellaneous Crenarchaeota group-1 archaeon SG8-32-1(N)
        - Stamm group_1_archaeon_SG8_32_1-SG8_32_1(H) alias SG8-32-1(N,G)

      - Spezies Ca. Bathyarchaeota archaeon isolate SpSt-1238(N)
        - Stamm SpSt-1238(N,H)

      - Spezies [Baizosediminiarchaeum  sp. 3300017470_31] (formal ergänzt)
        - Stamm 3300017470_31(H)

      - Spezies [Baizosediminiarchaeum  sp. 3300027555_14] (formal ergänzt)
        - Stamm 3300027555_14(H)

      - Spezies BA2 sp001399795(G) [Ca. Bathyarchaeota archaeon BA2(N)]
        - Stamm BA2(N,G) alias BA2-BA2(H)

      - Spezies Kmv02 sp014859755(G) [Ca. Bathyarchaeota archaeon isolaqte Kmv02(N)]
        - Stamm Kmv02(N,G,H)

      - Spezies Ca. Bathyarchaeota archaeon isolate SpSt-1238(N)
        - Stamm SpSt_1238(H) alias SpSt-1238(N)

      - Spezies [Baizosediminiarchaeum sp. 390cm_MaxBin_3k.051_sub] (formal ergänzt)
        - Stamm 390cm_MaxBin_3k.051_sub(H)

      - Spezies [Baizosediminiarchaeum  sp. spa_Bins.001.filtered.filtered] (formal ergänzt)
        - Stamm spa_Bins.001.filtered.filtered(H)

      - Spezies [Baizosediminiarchaeum  sp. spa_Bins.009.filtered.filtered] (formal ergänzt)
        - Stamm spa_Bins.009.filtered.filtered(H)

      - Spezies [Baizosediminiarchaeum  sp. spa_Bins.115.filtered.filtered] (formal ergänzt)
        - Stamm spa_Bins.115.filtered.filtered(H)

      - Spezies [Baizosediminiarchaeum sp. DVMM_Bin_selected_10_contigs.id.1172] (formal ergänzt)
        - Stamm DVMM_Bin_selected_10_contigs.id.1172(H)

    - Gattung BA1(Go)
      - Spezies Ca. Bathyarchaeota archaeon BA1(N) [BA1 sp001399805(Go)]
        - Stamm BA1(N,Go)

  - Familie „Buyanhuyuicellaceae“(H) (früher in „Bathycorpusculaceae“ bzw. MCG-1 und MCG-3(H))
    - Gattung „Buyanhuyuicella“(H) [SOJA01(G)] (synonymisiert wg. Kmv01)
      - Spezies Ca. Bathyarchaeota archaeon isolate CS4-C051(N)
        - Stamm CS4_C051(H) oder CS4-C051(N,G)

      - Spezies SOJA01 sp014859805(G) [Ca. Bathyarchaeota archaeon isolate Kmv01(N)]
        - Stamm Kmv01(N,G,H)

      - Spezies [Buyanhuyuicella sp. 3300024433_56] (formal ergänzt)
        - Stamm 3300024433_56(H)

      - Spezies SOJA01 sp026014845(G) [Ca. Candidatus Bathyarchaeota archaeon isolate QDN_1(N)}
        - Stamm QDN1_bins_054(H) alias QDN_1(N,G) Genomlänge vgl. QDN1_bins_089,[21]

      - Spezies SOJA01 sp030589055(G)
        - Stamm CSMAG_37(N,G)

      - Spezies SOJA01 sp030628925(G)
        - Stamm CSMAG_1563

      - Spezies SOJA01 sp030630585(G)
        - Stamm CSMAG_1479

      - Spezies SOJA01 sp030672475(G)
        - Stamm CSMAG_1131

      - Spezies SOJA01 sp030672945(G)
        - Stamm CSMAG_1108

    - Gattung „Buyanhuyuitorris“(H) [PIYF01 (G)]
      - Spezies PIYF01 sp003601875(G) [Ca. Bathyarchaeota archaeon isolate M10_bin214(N), Ca. Bathyarchaeota archaeon isolate B1_G13(N)]
        - Stamm M10_bin214(N,G,H)
        - Stamm B1_G13

  - Familie „Halozhurongicellaceae“(H)
    - Gattung „Halozhurongicella“(H)
      - Spezies Ca. Bathyarchaeota archaeon isolate B1_G15(N)
        - Stamm B1_G15(N,B,H)

      - Spezies Ca. Bathyarchaeota archaeon isolate KS3-K004(N)
        - Stamm KS3_K004(H) alias KS3-K004(N,G)

  - Familie „Hanbarchaeaceae“(H) (früher in [MCG-13(H))
    - Gattung „Hanbarchaeum“(H) (zur Klade BC18(P))
      - Spezies Ca. Bathyarchaeota archaeon isolate HyVt-27
        - Stamm HyVt_27(H) alias HyVt-27(N,G)

      - Spezies …
      - Spezies [Hanbarchaeum sp. SpSt_1124] (formal ergänzt)
        - Stamm SpSt_1124(H)

      - Spezies [Hanbarchaeum sp. SpSt_601] (formal ergänzt)
        - Stamm SpSt_601(H,P)

      - Spezies [Hanbarchaeum sp. SpSt_608] (formal ergänzt)
        - Stamm SpSt_608(H)

      - Spezies [Hanbarchaeum sp. SpSt_671] (formal ergänzt)
        - Stamm SpSt_630(H,P)

      - Spezies [Hanbarchaeum sp. SpSt_671] (formal ergänzt)
        - Stamm SpSt_671(H)

      - Spezies [Hanbarchaeum sp. SpSt_686] (formal ergänzt)
        - Stamm SpSt_686(H)

      - Spezies [Hanbarchaeum sp. SpSt_719] (formal ergänzt)
        - Stamm SpSt_719(H)

      - Spezies [Hanbarchaeum sp. SpSt_739] (formal ergänzt)
        - Stamm SpSt_739(H)

  - Familie „Hanbopyraceae“(H) [f__WUQV01(G)]
    - Gattung „Hanbopyrus“(H) [WUQV01(G)]
      - Spezies WUQV01 sp009889585(G) [Ca. Bathyarchaeota archaeon isolate ILS 300(N)]
        - Stamm ILS_300(H) alias ILS 300(N,G)

    - Gattung AUK093
      - Spezies AUK093 sp021158125(G) [Ca. Bathyarchaeota archaeon isolate AUK093(N)]
        - Stamm AUK093(N,G,H)

    - Gattung JAOZNA01
      - Spezies JAOZNA01 sp029934005(G) [Ca. Bathyarchaeota archaeon isolate GMC4_bin_42_sub(N)]
        - Stamm GMC4_bin_42_sub(N,G,H)

  - Familie „Hanbothermaceae“(H) (früher in MCG-1 und MCG-7(H))
    - Gattung „Hanbocola“(H)
      - Spezies [Hanbocola sp. SpSt_37] (formal ergänzt)
        - Stamm SpSt_37(H)

      - Spezies …

    - Gattung „Hanbothermus“(H)
      - Spezies Ca. Bathyarchaeota archaeon isolate ZAV-17
        - Stamm ZAV_17(H) alias ZAV-17(N,G)

      - Spezies …

  - Familie „Jingweiiplasmataceae“(H) [MCG-10(H)>]
    - Gattung „Jingweiiplasma“(H)
      - Spezies [Hanbocola sp. 3300024353_132] (formal ergänzt)
        - Stamm 3300024353_132(H)

      - Spezies …

  - Familie „Marizhurongicellaceae“(H) (früher in [MCG-13(H))
aus f__B26-1(G)
    - Gattung „Marizhurongibium“(H)
      - Spezies [Marizhurongibium sp. 3300014887_35] (formal ergänzt)
        - Stamm 3300014887_35(H)

    - Gattung „Marizhurongicella“(H) [B26-1(G)]
    - Gattung B17-G17(G)
      - Spezies B17-G17 sp003662645 [Ca. Bathyarchaeota archaeon isolate B17_G17(N)]
        - Stamm B17_G17(N,G)

      - Spezies B26-1 sp001593935(G) [Ca. Bathyarchaeota archaeon B26-2(N)]
        - Stamm B26_2-B26_2(H) alias B26-2(G,N)

      - Spezies Ca. Bathyarchaeota archaeon isolate M10_bin182(N)
        - Stamm M10_bin182(N,G,H)

      - Spezies B26-1 sp001593925(G) [Ca. Bathyarchaeota archaeon isolate M10_bin26(N), Ca. Bathyarchaeota archaeon B26-1(N)]
        - Stamm M10_bin26(N,G,H)
        - Stamm B26-1(Lc)[A. 5]
        - Stamm ex4484_40(G)

      - Spezies Ca. Bathyarchaeota archaeon isolate UWMA_0236(N)
        - Stamm UWMA-0236(H) alias UWMA-0236(N,G)

  - Familie „Pontizhurongicolaceae“(H) [f__B24-2(G)]
    - Gattung „Pontizhurongicola“(H) [B24-2(G)]
      - Spezies B24-2 sp002490245(G) [Ca. Bathyarchaeota archaeon B24-2(N)]
        - Stamm B24_2-B24_2(H) alias B24-2(N,G)

  - Familie „Yanziithermaceae“(H) (früher in MCG-1(H))
aus Bathycorpusculaceae(G)
    - Gattung „Yanziithermus“(H) [JdFR-07(G)]
      - Spezies JdFR-07 sp003601605(G) [Ca. Bathyarchaeota archaeon isolate M8_bin1642(N)]
        - Stamm M8_bin1642

      - Spezies JdFR-07 sp002010975(G) [Ca. Bathyarchaeota archaeon JdFR-07(N)]
        - Stamm 3300027323_29(H) alias[22] JdFR-07(N,G)

  - Familie „Yuguousiaceae“(H) [MCG-12(H)]
    - Gattung „Yuguousia“(H)
      - Spezies Ca. Bathyarchaeota archaeon isolate CS3-K036(N)
        - Stamm CS3_K036(H) alias CS3-K036(N,G)

      - Spezies Ca. Bathyarchaeota archaeon isolate 390cm_MaxBin_5k.016(N)
        - Stamm 390cm_MaxBin_5k.016(N,H)

      - Spezies [Yuguousia sp. DVMM_MaxBin_3k.txt.318] (formal ergänzt)
        - Stamm DVMM_MaxBin_3k.txt.318(H)

  - Familie „Yuguotorrisaceae“(H)
    - Gattung „Yuguotorris“(H)
      - Spezies [Yuguotorris sp. SpSt_829] (formal ergänzt)
        - Stamm SpSt_829(H)

      - Spezies Ca. Bathyarchaeota archaeon isolate ZAV-13(N)
        - Stamm ZAV_13(H) alias ZAV-13(N,G)

  - Familie „Zhurongicellaceae“(H) [f__DTEX01(G), BC19-Klade(P)[A. 6]] (früher in [MCG-13(H))
    - Gattung „Aoguangisoma“(H)
      - Spezies [Aoguangisoma sp. DVMM_MaxBin_1k.txt.554] (formal ergänzt)
        - Stamm DVMM_MaxBin_1k.txt.554(H)

    - Gattung „Fufeiimorpha“(H) [PIYB01(G)]
      - Spezies PIYB01 sp003601835(G) [Ca. Bathyarchaeota archaeon isolate M8_bin162(N)]
        - Stamm M8_bin162

      - Spezies …

    - Gattung „Yanziimonas“(H)
      - Spezies Ca. Bathyarchaeota archaeon Bin_SS_9(N)
        - Stamm Bin_SS_9-Bin_SS_9(H) alias Bin_SS_9(N,G)

    - Gattung „Zhurongibium“(H)
      - Spezies Ca. Bathyarchaeota archaeon isolate HyVt-186(N)
        - Stamm HyVt_186(H) alias HyVt-186(N,G)

      - Spezies Ca. Bathyarchaeota archaeon isolate B31_G2(N)
        - Stamm B31_G2(N,G,H)

      - Spezies Ca. Bathyarchaeota archaeon isolate B58_G16(N)
        - Stamm B58_G16(N,G,H)

      - Spezies Ca. Bathyarchaeota archaeon isolate HyVt-143(N)
        - Stamm HyVt_143(N,G,H)

    - Gattung „Zhurongicella“(H) [B63(G)]
      - Spezies Ca. Bathyarchaeota archaeon isolate B1_G2(N)
        - Stamm B1_G2(N,G,H)

      - Spezies Ca. Bathyarchaeota archaeon isolate B53_G15(N)
        - Stamm B53_G15(N,G,H)

      - Ca. Bathyarchaeota archaeon B63(N)
        - Stamm B63-B63(H) alias B63(N,G)

      - Spezies Ca. Bathyarchaeota archaeon isolate B71_G16(N)
        - Stamm B71_G16(H,P) alias B71-G16(N,G)

      - Spezies Ca. Bathyarchaeota archaeon isolate HyVt-235(N)
        - Stamm HyVt_235(H) alias HyVt-235(N,G)

      - Spezies B63 sp003601695(G) [Ca. Bathyarchaeota archaeon isolate M10_bin190(N)]
        - Stamm M10_bin190 GCA_003601695(G)

      - Spezies B63 sp003601725(G) [Ca. Bathyarchaeota archaeon isolate M10_bin190(N)]
        - Stamm M10_bin190 GCA_003601725(G)

      - Spezies Ca. Bathyarchaeota archaeon isolate UWMA-0241(N)
        - Stamm UWMA_0241(H,P) alias UWMA-0241(N,G)

    - Gattung DTEX01(G) (zur Klade BC18(P))
      - Spezies DTEX01 sp018396405(G) [Ca. Bathyarchaeota archaeon isolate JZ_bin_36.1(N)]
        - Stamm JZ_bin_36.1(N,G) alias JZ_bin_34_1(P)
        - Stämme JZ-1_201705_bins_111; …(G)

      - Spezies DTEX01 sp018396435(G) [Ca. Bathyarchaeota archaeon isolate JZ-2_2_bin_4.3.1(N)]
        - Stamm JZ-2_2_bin_4.3.1(N,G)
        - Stamm JZ-2_201705_bins_260(G)

      - Spezies DTEX01 sp018396555(G) [Ca. Bathyarchaeota archaeon isolate QZM_A2_bin_23(N)]
        - Stamm QZM_A2_bin_23(N,G,P)

      - Spezies DTEX01 sp018396635(G) [Ca. Bathyarchaeota archaeon isolate JZ_bin_36.2(N)]
        - Stamm JZ_bin_36.2(N,G) alias JZ_bin_23_2(P)

      - Spezies DTEX01 sp018396655(G) [Ca. Bathyarchaeota archaeon isolate JZ_bin_36.3(N)]
        - Stamm JZ_bin_36.3(N,G) alias JZ_bin_26_2(P)

      - Spezies DTEX01 sp018396975(G) [Ca. Bathyarchaeota archaeon isolate JZ_bin_14(N)]
        - Stamm JZ_bin_14(N,G,P)

      - Spezies DTEX01 sp018396995(G) [Ca. Bathyarchaeota archaeon isolate JZ_bin_23(N)]
        - Stamm JZ_bin_23(N,G,P)

    - Gattung JANXEA01(G)
      - Spezies JANXEA01 sp025059045(G) [Ca. Bathyarchaeota archaeon isolate SKYB37(N)]
        - Stamm SKYB37(N,G)
        - Stamm SKYBB_hs_bin43(G)

    - Gattung JAWBOR01(G)
      - Spezies JAWBOR01 sp038826015(G) [Ca. Bathyarchaeia archaeon isolate HHBFW-2_201803_bins_227(N)]
        - Stamm HHBFW-2_201803_bins_227(N,G)

    - Gattung PIYB01(G)
      - Spezies PIYB01 sp003601835(G) [Ca. Bathyarchaeota archaeon isolate M8_bin162(N)]
        - Stamm M8_bin162(N,G)

      - Spezies PIYB01 sp018397055(G) [Ca. Bathyarchaeota archaeon isolate QZM_B1_bin_12_1(N)]
        - Stamm QZM_B1_bin_12_1(G,N,P)

      - Spezies PIYB01 sp018397065(G) [Ca. Bathyarchaeota archaeon isolate JZ-2_2_bin_4.4(N)]
        - Stamm JZ-2_2_bin_4.4(G,N) alias JZ_2_2_bin_4_4(P)
        - Stamm JZ-2_201705_bins_119(G)
        - Stamm JZ-2_201808_bins_113(G)

  - Familie f__S0JC01(G)
    - Gattung DATHCB01(G)
      - Spezies DATHCB01 sp035319765(G) [Ca. Bathyarchaeia archaeon isolate SMAG_U12356(N)]
        - Stamm SMAG_U12356(N,G)

      - Spezies DATHCB01 sp035542635(G) [Ca. Krumholzibacteriaceae bacterium isolate SMAG_U14675(N)]
        - Stamm SMAG_U14675(N,G)

    - Gattung GCA-020341775(G)[A. 7]
      - Spezies GCA-020341775 sp020341775(G) [Ca. Bathyarchaeota archaeon isolate bin106(N)]
        - Stamm bin106(N,G)

      - Spezies GCA-020351305 sp020351305(G) [Ca. Bathyarchaeota archaeon isolate bin42(N)]
        - Stamm bin42(N,G)

      - Spezies GCA-020352645 sp020352645(G) [Ca. Bathyarchaeota archaeon isolate bin67(N)]
        - Stamm bin67(N,G)

      - Spezies GCA-020354575 sp020354575(G) [Ca. Bathyarchaeota archaeon isolate bin87(N)]
        - Stamm bin87(N,G)

      - Gattung JABFQO01(G)
        - Spezies JABFQO01 sp019685575(G) [Ca. Bathyarchaeota archaeon A05DMB-4(N)]
          - Stamm A05DMB-4(N,G)
          - Stamm A05DMB-I-06(G)

        - Spezies JABFQO01 sp038826685(G) [Ca. Bathyarchaeia archaeon isolate HHBFW-2_201803_bins_189(N)]
          - Stamm HHBFW-2_201803_bins_189(N,G)

    - Gattung JAGLZJ01(G)
      - Spezies JAGLZJ01 sp020345645(G) [Ca. Bathyarchaeota archaeon isolate bin257(N)]
        - Stamm bin257(N,G)

      - Spezies JAGLZJ01 sp023131555(G) [Ca. Bathyarchaeota archaeon isolate RS_13_60(N)]
        - Stamm RS_13_60(N,G)
        - Stämme RS_10_1; CSMAG_1015(G)

    - Gattung JAGLZW01(G)
      - Spezies JAGLZW01 sp023131225(G) [Ca. Bathyarchaeota archaeon isolate RS_14_11(N)]
        - Stamm RS_14_11(N,G)
        - Stamm CSMAG_1518(G)

    - Gattung JAUWDF01(G)
      - Spezies JAUWDF01 sp030608925(G) [Ca. Bathyarchaeota archaeon isolate CSMAG_2157(N)]
        - Stamm CSMAG_2157(N,G)

    - Gattung JAWCNH01(G)
      - Spezies JAWCNH01 sp038848765(G) [Ca. Bathyarchaeia archaeon isolate JZ-2_201709_bins_144(N)]
        - Stamm JZ-2_201709_bins_144(N,G)
        - Stamm JZ-2_201705_bins_221(G)

    - Gattung S0JC01(G)
      - Spezies S0JC01 sp004376645(G) [Ca. Bathyarchaeota archaeon isolate E29_bin6(N)]
        - Stamm E29_bin60(N,G)
        - Stamm CSMAG_1125(G)

      - Spezies S0JC01 sp030641425(G) [Ca. Bathyarchaeota archaeon isolate CSMAG_2017(N)]
        - Stamm CSMAG_2017(N,G)

  - ohne Familien- und Gattungszuordnung
    - Spezies Ca. Bathyarchaeota archaeon isolate B29_G1(N)
      - Stamm B29_G1(N,P)

### Bathyarchaeales
- Ordnung „Ca. Bathyarchaeales“ Khomyakova et al. 2023(L,N)[6]
  - Familie „Ca. Bathyarchaeaceae“ Khomyakova et al. 2023(L,N)
[„Ca. Saxararchaceae“ Pallen et al. 2022 (sic!)(N)]
    - Gattung „Ca. Bathyarchaeum“ Khomyakova et al. 2023(L,N)[6]
[„Ca. Mostularcha“ Pallen et al. 2022(N)]
      - Spezies „Ca. Bathyarchaeum tardum“ Khomyakova et al. 2023[6]
        - Stamm M17CTs(L) (≡ M17Cᵀs)[6] alias M17C oder INSDC:CP122380(N)

  - Familie „Ca. Bathycorpusculaceae“ Loh & Brune 2023
    - Gattung „Ca. Bathycorpusculum“ Loh & Brune 2023
[„Ca. Termiticorpusculum“ Loh et al. 2021 (TB1)[A. 8](L,N,P,B),
„Ca. Termitimicrobium“ Loh et al. 2021 (TB2)[A. 8](L,N,B),
„Hafrusarcha“ (formal ergänzt),
PALSA-986(Go)
      - Spezies „Ca. Bathycorpusculum acetigenerans“ Loh & Brune 2023(N,B) bzw. Protasov et al., 2023(N)
[„Ca. Hafrusarcha ugapana“ Pallen et al. 2022,
PALSA-986 sp009781675(Go),
Termiticorpusculum sp009781675(Go)]
        - Stamm Emb289P1_bin127(L,N,G) alias Emb289P1bin127(H) oder Emb289P1_bin127TS(L) (ursprünglich als Termitimicrobium)
        - Stamm Emb289P3_bin109(B) (ursprünglich als Termitimicrobium)

      - Spezies „Ca. Bathycorpusculum acidaminoxidans“ Loh & Brune 2023
[„Ca. Hafrusarcha ecaria“ Pallen et al. 2022(N),
PALSA-986 sp009787585(Go),
Termiticorpusculum sp009787585(Go)] (Typusart)
        - Stamm Co191P4_bin18(L,N) alias Co191P4bin18(P), Co191P4_bin18&&JGI24696J40584_12961257(L), Co191P4_bin18TS(L) oder Co191P3bin4(G)

      - Spezies „Ca. Bathycorpusculum fermentans“ Loh & Brune 2023
[„Ca. Hafrusarcha emabaria“ Pallen et al. 2022(N),
PALSA-986 sp009787175(Go),
Termiticorpusculum sp009787175(Go)]
        - Stamm Nc150P4_bin1(L) alias Nc150P4_bin1&&JGI20171J29575_12612682(L), Nc150P4_bin1TS(L) oder Nc150P4bin1(G,P)

      - Spezies „Ca. Bathycorpusculum grumuli“ Loh & Brune 2023(L,G,N)
[„Ca. Hafrusarcha otegia“ Pallen et al. 2022(N),
PALSA-986 sp009776805(Go),
Termiticorpusculum sp009776805(Go)]
        - Stamm Th196P4_bin19(L,N,G) alias Th196P4bin19(H,P), Th196P4_bin19&&JGI24702J35022_10001681(L) oder Th196P4_bin19TS(L)[A. 9]

      - Spezies „Ca. Bathycorpusculum hydrogenotrophicum“ Loh & Brune 2023
[ „Ca. Hafrusarcha upamia“ Pallen et al. 2022(N),
PALSA-986 sp009783705(Go),
Termiticorpusculum sp009783705(Go)
Ca. Bathycorpusculum hydrogenotrophicum isolate Lab288P3_bin169(N)
Ca. Bathyarchaeia archaeon clone Lab288P4_bin61 Phylotype 9(N)]
        - Stamm Lab288P3_bin169(L,N,G,B) alias Lab288P3_bin169 Phylotype 9(L) oder Lab288P3_bin169TS(L) (ursprünglich als Termitimicrobium)
        - Stamm Lab288P4bin61(G) alias Lab288P4_bin61 Phylotype 9 oder Lab288P4_bin61(N,B) (ursprünglich als Termitimicrobium)

      - Spezies „Ca. Bathycorpusculum soli“ Loh & Brune 2023
[PALSA-986 sp009783705(Go),
Termiticorpusculum sp009783705(Go)]
        - Stamm Pmx449_bin19 alias Pmx449_bin19TS(L) oder Lab288P3bin169(G)

      - Spezies „Ca. Bathycorpusculum termitum“ Loh & Brune 2023
        - Stamm Cus372_bin2(L,N,G) alias Cus372_bin2TS(L)

      - Spezies „Ca. Bathycorpusculum terrae“ Loh & Brune 2023
[„Ca. Hafrusarcha icagaria“ Pallen et al. 2022(N),
PALSA-986 sp009779045(Go),
Termiticorpusculum sp009779045(Go)]
        - Stamm Lab288P3_bin115(L,N,G) alias Lab288P3_bin115TS(L)
        - Stamm Lab288P4bin25(G,P)

      - Spezies Bathycorpusculum sp009781395(G) [Ca. Bathycorpusculum sp. isolate Emb289P3bin80(N)]
        - Stamm Emb289P3bin80(N,G,H)

      - Spezies Bathycorpusculum sp009778385(G) [Ca. Bathycorpusculum sp. isolate Nt197P4bin22(N)]
        - Stamm Nt197P4bin22(N,G,P)

      - Spezies Ca. Bathycorpusculum acetigenes isolate Emb289P1_bin127
        - Stamm Emb289P1_bin127(N,B) (ursprünglich als Termitimicrobium)

      - Spezies Ca. Bathyarchaeota archaeon isolate Bin13_14.8m(N)
        - Stamm Bin13_14.8m(N) alias Bin13_14_8m(P)

      - Spezies Ca. Bathyarchaeota archaeon isolate SZUA-568(N)
        - Stamm SZUA_568(H) alias SZUA-568(N,G) oder Bathy-6-S(B)

      - Spezies Bathycorpusculum sp003589585(G) [Ca. Bathyarchaeota archaeon strain BE326-BA-RLH(N)]
        - Stamm BE326-BA-RLH(N,G) alias BE326_BA_RLH(H,B) oder Bathy-6-B(B)

    - Gattung SG8-32-3(G) – in der GTDB zur Bathyarchaeales-Familie Bathycorpusculaceae, bei Hou et al. (2023) synonym zu Baizomonas
      - Spezies SG8-32-3 sp001273335(G) [Miscellaneous Crenarchaeota group-1 archaeon SG8-32-3(N)]
        - Stamm group_1_archaeon_SG8_32_3-SG8_32_3(H) alias SG8-32-3(N,G)

      - Spezies SG8-32-3 sp016927015(G) [Ca. Bathyarchaeota archaeon isolate Zod_Metabat.546(N)]
        - Zod_Metabat.546(N,G)

      - Spezies SG8-32-3 sp016927895(G) [Ca. Bathyarchaeota archaeon isolate Zod_Metabat.411(N)]
        - Zod_Metabat.411(N,G)

    - Gattung AD8-1(G) (früher in MCG-6(N))
      - Spezies AD8-1 sp001273385(G) [Miscellaneous Crenarchaeota Group-6 archaeon AD8-1(N)]
        - Stamm AD8-1(N,G,B)

  - Familie f__JAYEKF01(G)
    - Gattung JAYEKF01(G)
      - Spezies JAYEKF01 sp034660895 [Thermoproteota archaeon isolate MAG144(N)]
        - Stamm MAG144(N,G)

### Bifangarchaeales
- Ordnung „Bifangarchaeales“(H) [o__B24(G,H), MCG-21(H)]
  - Familie „Bifangarchaeaceae“(H) [f__B24(G)]
    - Gattung B24(G) [Bifangarchaeum(Hc)[A. 10]]
      - Spezies „Bifangarchaeum caldum“(Hc) [„Bifangarchaeales caldum“(H)[A. 10]]
        - Stamm 3300027863_142(H)

      - Spezies B24 sp001593865(G) [Ca. Bathyarchaeota archaeon B24(N)]
        - Stamm B24(G)
        - Stamm B27_G17(G)

      - Spezies Ca. Bathyarchaeota archaeon isolate B27_G16(N)
        - Stamm B27_G16(N,H)

      - Spezies Ca. Bathyarchaeota archaeon isolate M10_bin242(N)
        - Stamm M10_bin242(N,G,H)

      - Spezies [Bifangarchaeum sp. SpSt-1115] (formal ergänzt)
        - Stamm SpSt_1115(H) alias SpSt_1115

      - Spezies [Bifangarchaeum sp. 3300017400_5] (formal ergänzt)
        - Stamm 3300017400_5(H)

      - Spezies [Bifangarchaeum sp. 3300017406_12] (formal ergänzt)
        - Stamm 3300017406_12(H)

      - Spezies [Bifangarchaeum sp. 3300017406_9] (formal ergänzt)
        - Stamm 3300017406_9(H)

      - Spezies B24 sp021161255(G) [Ca. Bathyarchaeota archaeon isolate AUK243(n)]
        - Stamm AUK243(N,G)

    - Gattung DTBU01(G)
      - Spezies DTBU01 sp018396755(G)
        - Stamm QZM_A2_bin_24(G,P)
        - Stämme QZM_A2_3_bin_19; QZM_A3_bin_17(G)

      - Spezies DTBU01 sp938082915(G)
        - Stamm S1_Bin_METABAT__59_1(G)

      - Spezies DTBU01 sp038870975(G)
        - Stamm DRTY-6_201901_bins_74(G)

      - Spezies DTBU01 sp938082915(G)
        - Stamm S1_Bin_METABAT__59_1(G)

  - Familie „Bifangistellaceae“(H)
    - Gattung „Bifangistella“(H)
      - Spezies [Bifangistella sp. 3300017391_10] (formal ergänzt)
        - Stamm 3300017391_10

      - Spezies [Bifangistella sp. 3300017398_18] (formal ergänzt)
        - Stamm 3300017398_18

  - Familie „Bifangicolaceae“(H)
    - Gattung „Bifangicola“(H)
      - Spezies [Bifangicola sp. 3300025546_26] (formal ergänzt)
        - Stamm 3300025546_26(H)

  - Familie f__DRYS01(G)
    - Gattung DRYS01(G)
      - Spezies DRYS01 sp018396535(G) [Ca. Bathyarchaeota archaeon isolate JZ_bin_32(N)]
        - Stamm JZ_bin_32(N,G)

      - Spezies DRYS01 sp025058595(G) [Ca. Bathyarchaeota archaeon isolate SKYB62(N), Ca. Bathyarchaeota archaeon isolate SKW157(N)]
        - Stamm SKYB62(N,G)
        - Stamm SKW157(N,G)

      - Spezies DRYS01 sp038857155(G) [Ca. Bathyarchaeia archaeon isolate JZ-1_202007_bins_68(N)]
        - Stamm JZ-1_202007_bins_68(N,G)

  - Familie f__JAGTQN01(G)
    - Gattung JAGTQN01(G)
      - Spezies JAGTQN01 sp018396395(G) [Ca. Bathyarchaeota archaeon isolate QZM_A2_bin_28(N)]
        - Stamm QZM_A2_bin_28(N,G,P)

      - Spezies JAGTQN01 sp038850515,(G) [Ca. Bathyarchaeia archaeon isolate JZ-2_201705_bins_236(N)]
        - Stamm JZ-2_201705_bins_236(N,G)

  - Familie f__JAWCPE01(G)
    - Gattung JAWCPE01(G)
      - Spezies JAWCPE01 sp038870415(G) [Ca. Bathyarchaeia archaeon isolate JZ-2_201808_bins_182(N)]
        - Stamm JZ-2_201808_bins_182(N,G)

### Hecatellales [Jinwuousiales]
- Ordnung „Ca. Hecatellales“ Adam et al. 2022(L,N)[23] [„Jinwuousiales“(H), o__B25(G)] (früher in MCG-20 und MCG-22(H))
  - Familie „Ca. Hecatellaceae“ Adam et al. 2022(L,N)[23] [„Jinwuarculaceae“(H)[A. 11]] (früher in MCG-22(H))
    - Gattung „Ca. Hecatella“ Adam et al. 2022(L,N)[23]
      - Spezies „Ca. Hecatella orcuttiae“ Adam et al. 2022(L,N)[23]
        - Stamm JdFR-11(L,N,G)
        - Stamm JdFR_10(P) alias JdFR-10(N,G)

    - Gattung „Jinwuarcula“(H) [B25(G)]
      - Spezies B25 sp003662515(G) [Ca. Hecatellales archaeon isolate B24_G17(N), Ca. Bathyarchaeota archaeon isolate B19_G2(N)]
        - Stamm B24_G17(G,H)
        - Stamm B19_G2(G)

      - Spezies B25 sp001593855(G)
        - Stamm B25(G) alias B25-B25(H) [Ca. Hecatellales archaeon B24 (sic!)(N)]

      - Spezies B25 sp003662485 [Ca. Hecatellales archaeon isolate B26_G17(N)],
        - Stamm B26_G17(N,G,H)

      - Spezies B25 sp003662305(G) [Ca. Hecatellales archaeon isolate B35_G15(N)
        - Stamm B35_G15(N,G,H)

      - Spezies B25 sp003662515(G) [Ca. Hecatellales archaeon isolate B24_G17(N), Ca. Bathyarchaeota archaeon isolate B19_G2(N)]
        - Stamm B24_G17
        - Stamm B19_G2

      - Spezies Ca. Bathyarchaeota archaeon isolate UWMA-0190(N)
        - Stamm UWMA-0190(N,G) alias UWMA_0190(P,H)

  - Familie „Jinwuicolaceae“(H) (früher in MCG-20 und MCG-22(H))
    - Gattung „Jinwuicola“(H) (teilw. aus Aufteilung von EX4484-218(G))
      - Spezies Ca. Bathyarchaeota archaeon isolate B55_G16(N)
        - Stamm B55_G16(G,H,N)

      - Spezies Ca. Bathyarchaeota archaeon isolate M10_bin185(N) [EX4484-218 sp002254975(G), Ca. Hecatellales archaeon ex4484_218(N), Ca. Bathyarchaeota archaeon isolate S9B4_HD70(N)]
        - Stamm M10_bin185(N,G,H)
        - Stamm ex4484_218(N,G)
        - Stamm S9B4_HD70(G)

    - Gattung „Jinwuimorpha“(H) (aus Aufteilung von EX4484-218(G))
      - Spezies Ca. Hecatellales archaeon isolate B76_G16(N) [EX4484-218 sp003661965]
        - Stamm B76_G16(N,G,H)

  - Familie „Jinwuimonadaceae“(H) (früher in MCG-20(H))
    - Gattung „Jinwuimonas“(H)
      - Spezies [Jinwuimonas sp. 3300028193_21] (formal ergänzt)
        - Stamm 3300028193_21(H)

  - Familie „Jinwuiprofundaceae“(H) (früher in MCG-22(H))
    - Gattung „Jinwuiprofundus“(H)
      - Spezies Ca. Bathyarchaeota archaeon isolate B23_G17(N)
        - Stamm B23_G17(G,H) alias B23-G17(N)

      - Spezies Ca. Bathyarchaeota archaeon isolate B56_G2(N)
        - Stamm B56_G2(G,H) alias B56-G2(N)

  - Familie „Jinwuousiaceae“(H) (früher in MCG-20(H))
    - Gattung „Jinwuousia“(H)
      - Spezies  „Jinwuousia tripozesto“(Hc) [„Jinwuousisles tripozesto“(H)[A. 12]]
        - Stamm 3300027323_25(H)

  - Familie f__JAVZMI01(G)
    - Gatttung JAVZMI01(G)
      - Spezies JAVZMI01 sp038883335(G) [Ca. Bathyarchaeia archaeon isolate DRTY-6_201907_bins_97(N)]
        - Stamm DRTY-6_201907_bins_97(N,G)

### Houtuarculales
- {Ordnung „Houtuarculales“(H,P) [o__40CM-2-53-6(G,H), MCG-18(H)]
  - Familie „Aphrohoutuibellaceae“(H)
    - Gattung „Aphrohoutuibellus“(H)
      - Spezies Ca. Bathyarchaeota archaeon isolate MF-10.5.5.11.1.24(N)
        - Stamm MF-10.5.5.11.1.24(G,N) alias MF_10_5_5_11_1_24(H)

      - Spezies Ca. Bathyarchaeota archaeon RBG_13_38_9(N)
        - Stamm RBG_13_38_9(N) alias RBG_13_38_9-(H)

      - Spezies [Aphrohoutuibellus sp. QDN7_bins_043] (formal ergänzt)
        - Stamm QDN7_bins_043(H)

      - Spezies [Aphrohoutuibellus sp. 3300017526_25] (formal ergänzt)
        - Stamm 3300017526_25(H)

      - Spezies [Aphrohoutuibellus sp. 3300027900_75] (formal ergänzt)
        - Stamm 3300027900_75(H)

    - Gattung „Hydrohoutuibellus“(H)
      - Spezies [Hydrohoutuibellus sp. SpSt-909] (formal ergänzt)
        - Stamm SpSt_909(H) alias SpSt-909

  - Familie „Crenohoutuithermaceae“(H) [f__DTDX01(G)[A. 6]] (Schwesterfamilie zu f__DTGE01(P))
    - Gattung „Crenohoutuithermus“
      - Spezies [Crenohoutuithermus sp. SpSt-701] (formal ergänzt)
        - Stamm SpSt_701(P,H) alias SpSt-701

      - Spezies [Crenohoutuithermus sp. 3300009503_182] (formal ergänzt)
        - Stamm 3300009503_182

      - Spezies Ca. Bathyarchaeota archaeon isolate UWMA-0189(N)
        - Stamm UWMA_0189(H) alias UWMA-0189(N,G,P)

    - Gattung DTDX01(G)
      - Spezies DTDX01 sp018396775(G) [ Ca. Bathyarchaeota archaeon isolate JZ-2_2_bin_164(N)]
        - Stamm JZ-2_2_bin_164(N,G,P)

      - Spezies DTDX01 sp018396815(G) [Ca. Bathyarchaeota archaeon isolate DRTY-6_2_bin_141(N)]
        - Stamm DRTY-6_2_bin_141(N,G,P)

      - Spezies [DTDX01 sp. SpSt_701] (formal ergänzt)
        - Stamm SpSt_701(P)

      - Spezies [DTDX01 sp. SpSt_752] (formal ergänzt)
        - Stamm SpSt_752(P)

  - Familie „Fontihoutuithermaceae“(H)
    - Gattung „Fontihoutuithermus“(H)
      - Spezies [Fontihoutuithermus sp. SpSt-755] (formal ergänzt)
        - Stamm SpSt_755(H) alias SpSt-755

  - Familie „Fluxihoutuithermaceae“(H)
    - Gattung „Fluxihoutuithermus“(H)
      - Spezies [Fluxihoutuithermus sp. SpSt-960] (formal ergänzt)
        - Stamm SpSt_960(H) alias SpSt-960

  - Familie „Houtuithermaceae“(H)
    - Gattung „Houtuithermus“(H)
      - Spezies [Houtuithermus sp. 3300025546_59] (formal ergänzt)
        - Stamm 3300025546_59

  - Familie „Houtuousiaceae“(H) (abgetrennt von
    - Gattung „Houtuousia“(H) [40CM-2-53-6(G),) BA-13(G), BA-19(G)] (abgespalten von „Houtuarcula“
      - Spezies 40CM-2-53-6 sp005888635(G) [Ca. Bathyarchaeota archaeon isolate BA_2(N)]
        - Stamm BA_2(G,N,H)

      - Spezies 40CM-2-53-6 sp005883075(G) [Ca. Bathyarchaeota archaeon isolate BA_3(N), Ca. Bathyarchaeota archaeon isolate BA_18(N)]
        - Stamm BA_3(G,N,H)
        - Stamm BA_18(G,N,H)

      - Spezies 40CM-2-53-6 sp005883085(G) [Ca. Bathyarchaeota archaeon isolate BA_4(N)]
        - Stamm BA_4(G,N,H)

      - Spezies BA-13 sp005888675(G) [Ca. Bathyarchaeota archaeon isolate BA_6(N)]
        - Stamm BA_6(G,N)
        - Stamm CTOTU4099(G,N)

      - Spezies 40CM-2-53-6 sp005882955(G) [Ca. Bathyarchaeota archaeon isolate BA_7(N)]
        - Stamm BA_7(G,N,H)

      - Spezies 40CM-2-53-6 sp005882895(G) [Ca. Bathyarchaeota archaeon isolate BA_9(N)]
        - Stamm BA_9(G,N,H)

      - Spezies Ca. Bathyarchaeota archaeon isolate BA_10(N)
        - Stamm BA_10(N,H)

      - Spezies 40CM-2-53-6 sp001919285(G) [Archaeon 13_1_40CM_2_52_13(N), Ca. Bathyarchaeota archaeon isolate BA_11(N)]
        - Stamm 13_1_40CM_2_52_13(G,N)
        - Stamm BA_11(G,N,H)

      - Spezies Ca. Bathyarchaeota archaeon isolate BA_13(N)
        - Stamm BA_13(N,H)

      - Spezies Ca. Bathyarchaeota archaeon isolate BA_16(N)
        - Stamm BA_16(N,H)

      - Spezies BA-19 sp005888735 [Ca. Bathyarchaeota archaeon isolate BA_19(N), Ca. Bathyarchaeota archaeon isolate BA_26(N)]
        - Stamm BA_19(G,N,H)
        - Stamm BA_26(G,N)

      - Spezies BA-19 sp036514975(G) [Ca. Bathyarchaeia archaeon isolate SMAG_U7533(N)
        - Stamm SMAG_U7533(G,N)

      - Spezies 40CM-2-53-6 sp005884195(G) [Ca. Bathyarchaeota archaeon isolate BA_21(N)]
        - Stamm BA_21(G,N,H)

      - Spezies 40CM-2-53-6 sp005888755(G) [Ca. Bathyarchaeota archaeon isolate BA_22(N)]
        - Stamm BA_22(G,N,H)

      - Spezies 40CM-2-53-6 sp005881615(G) [Ca. Bathyarchaeota archaeon isolate BA_23(N)]
        - Stamm BA_23(G,N,H)

      - Spezies 40CM-2-53-6 sp005888745(G) [Ca. Bathyarchaeota archaeon isolate BA_24(N)]
        - Stamm BA_24(G,N,H)

      - Spezies 40CM-2-53-6 sp005881695(G) [Ca. Bathyarchaeota archaeon isolate BA_25(N)]
        - Stamm BA_25(G,N,H)

      - Spezies Ca. Bathyarchaeota archaeon isolate BA_27(N)
        - Stamm BA_27(N,H)(G,N,H)

      - Spezies 40CM-2-53-6 sp002495485(G) [Ca. Bathyarchaeota archaeon UBA185(N)]
        - Stamm UBA185(G,N) alias UBA185-UBA185(H)

      - Spezies [Bathyarchaeia sp. 3300005518_37] (formal ergänzt)
        - Stamm 3300005518_37(H)

      - Spezies [Bathyarchaeia sp. 3300021559_13] (formal ergänzt)
        - Stamm 3300021559_13(H)

      - Spezies [Bathyarchaeia sp. 3300027842_18] (formal ergänzt)
        - Stamm 3300027842_18(H)

      - Spezies 40CM-2-53-6 sp001915065(G) [Archaeon 13_2_20CM_2_53_6(N), Archaeon 13_1_20CM_2_53_14(N)]
        - Stamm 13_2_20CM_2_53_6(G,H,N)
        - Stamm 13_1_20CM_2_53_14(G,N)
        - Stamm BA_14(G)

      - Spezies 40CM-2-53-6 sp001918765(G) [Crenarchaeota archaeon 13_1_40CM_3_52_10(N)]
        - Stamm 13_1_40CM_3_52_10(N,H)

      - Spezies Crenarchaeota archaeon 13_1_40CM_3_52_17(N)
        - Stamm 13_1_40CM_3_52_17(N,H)

      - Spezies 40CM-2-53-6 sp001918745(G) [Crenarchaeota archaeon 13_1_40CM_3_52_17(N), Crenarchaeota archaeon 13_1_40CM_2_52_14(N)]
        - Stamm 13_1_40CM_3_52_17(N,G,H)
        - Stamm 13_1_40CM_2_52_14(N,G)

      - Spezies 40CM-2-53-6 sp005882905(G)[Ca. Bathyarchaeota archaeon isolate BA_12(N), …]
        - Stamm BA_12
        - Stämme BA_15; CTOTU21445; BA_5; CTOTU21460

      - Spezies 40CM-2-53-6 sp021323995(G) [Bacterium isolate Centralia_MAG_577 (sic!)(N)]
        - Stamm Centralia_MAG_577

      - Spezies 40CM-2-53-6 sp035637535(G) [Ca. Dormiibacterota bacterium isolate SMAG_U11554 (sic!)(N)]
        - Stamm SMAG_U11554

      - Spezies 40CM-2-53-6 sp035637575(G) [Ca. Bathyarchaeia archaeon isolate SMAG_U11553(N)]
        - Stamm SMAG_U11553

      - Spezies 40CM-2-53-6 sp035656295(G) [Ca. Bathyarchaeia archaeon isolate SMAG_U6295(N)]
        - Stamm SMAG_U6295

      - Spezies 40CM-2-53-6 sp035935655(G) [Ca. Bathyarchaeia archaeon isolate SMAG_U6291(N)]
        - Stamm SMAG_U6291

  - Familie „Ca. Paludivitaceae“ [„Houtuarculaceae“(H), BC38-41-Klade[A. 13](P), f__40CM-2-53-6(G), früher f__FEN-987(G)[A. 14]]
    - Gattung „Houtuarcula“(H) FEN-987(G), BC40-Klade(P),
      - Spezies Ca. Bathyarchaeota archaeon isolate AlinenSediments_bin-1049(N)
        - Stamm AlinenSediments_bin-1049(N) alias AlinenSediments_bin_1049(H)

      - Spezies FEN-987 sp001768965(G) [Archaeon RBG_16_50_20(N)]
        - Stamm RBG_16_50_20

      - Spezies FEN-987 sp003152955(G)
        - Stamm SMAG_U15265
        - Stamm FEN-987(G) alias fen_987(N,P)

      - Spezies FEN-987 sp035524675(G) [Ca. Methylomirabilota bacterium isolate SMAG_U14762(N)]
        - Stamm SMAG_U14762

      - Spezies FEN-987 sp035638535(G) [Ca.Acidoferrum sp. isolate SMAG_U11098(N)
        - Stamm SMAG_U11098

      - Spezies [Bathyarchaeia sp. 3300010339_29] (formal ergänzt)
        - Stamm 3300010339_29(H)

      - Spezies [Bathyarchaeia sp. 3300010341_32] (formal ergänzt)
        - Stamm 3300010341_32(H)

      - Spezies „Houtuarcula pratum“(H)
        - Stamm 3300017925_10(H)

      - Spezies [Bathyarchaeia sp. 3300017970_19] (formal ergänzt)
        - Stamm 3300017970_19(H)

      - Spezies [Bathyarchaeia sp. 3300025469_14] (formal ergänzt)
        - Stamm 3300025469_14(H)

      - Spezies [Bathyarchaeia sp. 3300025472_24] (formal ergänzt)
        - Stamm 3300025472_24(H)

      - Spezies Archaeon RBG_16_50_20(N,H)
        - Stamm RBG_16_50_20(H)

    - Klade BC38(P)
      - Spezies [Bathyarchaeia sp. MBMAG202] (formal ergänzt)
        - Stamm MBMAG202(P)

      - Spezies [Bathyarchaeia sp. MBMAG504] (formal ergänzt)
        - Stamm MBMAG504(P)

    - Klade BC39(P)
    - Klade BC41(P)

  - Familie „Limnohoutuiplasmaceae“(H)
    - Gattung „Limnohoutuiplasma“(H)
      - Spezies [Limnohoutuiplasma sp. 3300017463_8] (formal ergämzt)
        - Stamm 3300017463_8(H)

  - Familie „Marihoutuimonadaceae“(H)
    - Gattung „Marihoutuimonas“(H)
      - Spezies Miscellaneous Crenarchaeota group archaeon SMTZ-80(N)
        - Stamm SMTZ-80(N) alias group_archaeon_SMTZ_80-SMTZ_80(H)

      - Spezies Ca. Bathyarchaeota archaeon isolate 390cm_MaxBin_3k.102(N)
        - Stamm 390cm_MaxBin_3k.102_sub(N)

      - Spezies [Marihoutuimonas sp. DVMM_Bin_selected_10_contigs.id.1059] (formal ergänzt)
        - Stamm DVMM_Bin_selected_10_contigs.id.1059(H)

    - Gattung „Houtuibellus“(H)
      - Spezies [Houtuibellus sp. DVMM_Bin_selected_10_contigs.id.1276] (formal ergänzt)
        - Stamm DVMM_Bin_selected_10_contigs.id.1270(H)

  - Familie f__CALIRQ01(G)
    - Gattung CALIRQ01(G)
      - Spezies CALIRQ01 sp028275385(G) [Ca. Bathyarchaeota archaeon isolate RSWS8(N)]
        - Stamm RSWS8(N,G)

  - Familie f__DTGE01(G) (Schwesterfamilie zu „Crenohoutuithermaceae“ [f__DTDX01](P))
    - Gattung DTGE01(G)
      - Spezies DTGE01 sp018396725(G) [Ca. Bathyarchaeota archaeon isolate JZ-2_2_bin_135(N)]
        - Stamm JZ-2_2_bin_135(N,G,P)

      - Spezies DTGE01 sp038825355(G)
        - Stamm HHBFW-2_201803_bins_83(G)

    - Gattung JAWCKG01(G)
      - Spezies JAWCKG01 sp038852285(G)
        - Stamm JZ-2_201705_bins_129(G)

  - Familie f__JALHTG01(G)
    - Gattung JALHTG01(G)
      - Spezies JALHTG01 sp022865705(G) [Ca. Bathyarchaeota archaeon isolate PFL18(N)]
        - Stamm PFL18(N,G)

  - Familie f__JAVZFM01(G)
    - Gattung JAVZFM01(G)
      - Spezies JAVZFM01 sp038869655(G) [Ca. Bathyarchaeia archaeon isolate JZ-2_201907_bins_171(N)]
        - Stamm JZ-2_201907_bins_171(N.G)

      - Spezies JAVZFM01 sp038872815(G) [Ca. Bathyarchaeia archaeon isolate DRTY-6_201803_bins_58(N)]
        - Stamm DRTY-6_201803_bins_58(N,G)

  - Familie f_RBG-13-38-9(G) [BC47-Klade(P)[A. 6]]
    - Gattung DTMT01(G)
      - Spezies DTMT01 sp018396565(G) [Ca. Bathyarchaeota archaeon isolate QZM_A2_bin_35(N)]
        - Stamm QZM_A2_bin_35(N,G,P)

      - Spezies DTMT01 sp018396915(G) [Ca. Bathyarchaeota archaeon isolate JZ-2_2_bin_143(N)]
        - Stamm JZ-2_2_bin_143(N,G,P)

    - Gattung JAGTQV01(G)
      - Spezies JAGTQV01 sp018397035(G) [Ca. Bathyarchaeota archaeon isolate QZM_B1_bin_58(N)]
        - Stamm QZM_B1_bin_58(N,G,P)

    - Gattung JAOZGV01(G)
      - Spezies JAOZGV01 sp026015225(G) [Ca. Bathyarchaeota archaeon isolate DVMM_2(N)]
        - Stamm DVMM_2(N,G)

    - Gattung JAOZGX01(G)
      - Spezies JAOZGX01 sp026015185(G) [Ca. Bathyarchaeota archaeon isolate DVMM_4(N)]
        - Stamm DVMM_4(N,G)

    - Gattung JAPKYM01(G)
      - Spezies JAPKYM01 sp026394315(G) [Ca. Bathyarchaeota archaeon isolate LacPavin_0920_SED5_MAG_47_8(N)]
        - Stamm LacPavin_0920_SED5_MAG_47_8(N,G)

    - Gattung RBG-13-38-9(G)
      - Spezies RBG-13-38-9 sp001775955(G) [Ca. Bathyarchaeota archaeon RBG_13_38_9(N)]
        - Stamm RBG_13_38_9(N,G)

    - ohne Gattungszuweisung
      - Spezies Ca. Pacearchaeota archaeon RBG_13_36_9(N)
        - Stamm RBG_13_36_9(N,P)

      - ohne Spezieszuweisung
        - Stamm SpSt_909(P)
        - Stamm SMTZ_60(P)

  - Klade BC42(P)

### Mazuousiales
- Ordnung „Ca. Mazuousiales“ Hou et al. 2023(H)
  - Familie „Mazuisomaceae“(H) (früher in „Bathycorpusculaceae“)
    - Gattung „Mazuisoma“(H)
      - Spezies [Mazuisoma sp. 3300013127_82] (formal ergänzt)
        - Stamm 3300013127_82(H)

  - Familie „Mazuicellaceae“(H)
    - Gattung „Mazuibellus“(H)
      - Spezies Ca. Bathyarchaeota archaeon isolate B1_G12(N)
        - Stamm B1_G12(N,G,H)

    - Gattung „Mazuicella“(H)
      - Spezies [Mazuicella sp. 3300001782_50] (formal ergänzt)
        - Stamm 3300001782_50(H)

  - Familie „Mazuousiaecae“(H) (früher in MCG-17(H))
    - Gattung „Mazuarcula“(H)
      - Spezies [Mazuarcula sp. DVMM_MetaBat_3k.txt.533] (formal ergänzt)
        - Stamm DVMM_MetaBat_3k.txt.533

    - Gattung „Mazuousia“(H)
      - Spezies Miscellaneous Crenarchaeota group archaeon SMTZ1-55(N)
        - Group_archaeon_SMTZ1_55-SMTZ1_55(H) alias SMTZ1-55(N,G)

      - Spezies „Mazuousia monanthrakas“(H)
        - Stamm DVMM_Bin_selected_10_contigs.id.723

      - Spezies [Mazuousia sp. QDN1_bins_089] (formal ergänzt)
        - Stamm QDN1_bins_089(H)

### Wuzhiqiibiales
- Ordnung „Wuzhiqiibiales“(H,P) [o__TCS64(G), MCG-15(H)]
  - Familie „Wuzhiqiimonadaceae“(H) [f__B23(G)]
    - Gattung „Wuzhiqiimonas“(H) [B23(G)]
      - Spezies B23 sp001593875(G) [Ca. Bathyarchaeota archaeon B23(N)]
        - Stamm B23-B23(H) alias B23(N,G)

      - Spezies B23 sp021161045(G) [Ca. Bathyarchaeota archaeon isolate AUK253(N)]
        - Stamm AUK253(N,G)

      - Spezies B23 sp029259285(G) [Ca. Bathyarchaeota archaeon isolate S8B1_HD70(N)]
        - Stamm S8B1_HD70(N,G)

      - Spezies B23 sp937898665(G) [ Ca. Bathyarchaeota archaeon isolate SRR6823441_bin.104_CONCOCT_v1.1_MAG(N)[16]]
        - Stamm SRR6823441_bin.104_CONCOCT_v1.1_MAG(N,G)

      - Spezies Ca. Bathyarchaeota archaeon isolate B33_G1(N)
        - Stamm B33_G1(N,G,H)

      - Spezies Ca. Bathyarchaeota archaeon isolate B49_G15(N)
        - Stamm B49_G15(N,G,H)

      - Spezies  Ca. Bathyarchaeota archaeon isolate HyVt-167(N)
        - Stamm HyVt_167(H) alias HyVt-167(N,G)

      - Spezies [Wuzhiqiimonas sp. 3300017513_45] (formal ergänzt)
        - Stamm 3300017513_45

      - Spezies [Wuzhiqiimonas sp. 3300024423_13] (formal ergänzt)
        - Stamm 3300024423_13

  - Familie „Wuzhiqiibiaceae“(H) [f__TCS64(G)]
    - Gattung „Wuzhiqiibium“(H) [inkl. BC24-Klade(P), BC25-Klade(P), BC27-Klade(P), TCS64(G), B46-G15(G), RBG-16-57-9(G) und UBA8941(G)]
      - Spezies B46-G15 sp003662205(G) [Ca. Bathyarchaeota archaeon isolate B46_G15(N)]
        - Stamm B46_G15(H,N)

      - Spezies Miscellaneous Crenarchaeota group-15 archaeon DG-45(N)
        - Stamm Group_15_archaeon_DG_45-DG_45(H) alias DG-45(N,G)

      - Spezies [Wuzhiqiibium sp. 3300027742_46] (formal ergänzt)
        - Stamm 3300027742_46(H)

      - Spezies [Wuzhiqiibium sp. DVMM_MaxBin_3k.txt.511] (formal ergänzt)
        - Stamm DVMM_MaxBin_3k.txt.511(H)

      - Spezies Ca. Bathyarchaeia archaeon isolate bin_307(N)
        - Stamm bin_307(N,G,H)

      - Spezies Ca. Bathyarchaeota archaeon isolate E26_bin4(N)
        - Stamm E26_bin4(N,G,H)

      - Spezies Ca. Bathyarchaeota archaeon isolate E29_bin39(N)
        - Stamm E29_bin39(N,G,H)

      - Spezies Ca. Bathyarchaeota archaeon isolate MF-6.8.11.21(N)
        - Stamm MF_6_8_11_21(H) alias MF-6.8.11.21(N,G)

      - Spezies Ca. Bathyarchaeota archaeon isolate NIOZ-UU115(N)
        - Stamm NIOZ_UU115(H) alias NIOZ-UU115(N,G)

      - Spezies Ca. Bathyarchaeota archaeon isolate NIOZ-UU69(N)
        - Stamm NIOZ_UU69(H) alias NIOZ-UU69(N,G)

      - Spezies Ca. Bathyarchaeota archaeon isolate NP77
        - Stamm NP77(N,G,H)

      - Spezies „Wuzhiqiibium servoceani“(H) [Ca. Bathyarchaeota archaeon isolate QDN_4(N) (in f__TCS64(G)]
        - Stamm QDN4_bins_092(H) alias QDN_4(N,G)[24]

      - Spezies [Wuzhiqiibium sp. QDN4_bins_037] (formal ergänzt)
        - Stamm QDN4_bins_037(H)

      - Spezies Thaumarchaeota archaeon SCGC AB-539-E09(N)
        - Stamm Thaumarchaeota_archaeon_SCGC_AB-539-E09(H) alias SCGC AB-539-E09(N,G)

      - Spezies RBG-16-57-9 sp013619005(G) [Ca. Bathyarchaeota archaeon isolate 40935_Bin_7_Spades(N)]
        - Stamm 40935_Bin_7_Spades(N,G,H)

      - Spezies Ca. Bathyarchaeota archaeon isolate AlinenSedimentsD1_bin-0272(N)
        - Stamm AlinenSedimentsD1_bin_0272(H) alias AlinenSedimentsD1_bin-0272 (N.G)

      - Spezies Ca. Bathyarchaeota archaeon isolate B56_G16(N)
        - Stamm B56_G16(N,G,H)

      - Spezies Ca. Bathyarchaeota archaeon isolate das_tool.concoct.117(N)[16]
        - Stamm das_tool_concoct_117(H) alias das_tool.concoct.117(N,G)

      - Spezies Ca. Bathyarchaeota archaeon isolate MF-4.4.10.23.1.6(N)
        - Stamm MF_4_4_10_23_1_6(H) alias MF-4.4.10.23.1.6(N,G)

      - Spezies Ca. Bathyarchaeota archaeon isolate NIOZ-UU148(N)
        - Stamm NIOZ_UU148(H) alias NIOZ-UU148(N,G)

      - Spezies Ca. Bathyarchaeota archaeon RBG_13_52_12(N)
        - Stamm RBG_13_52_12-(H) alias RBG_13_52_12(N)

      - Spezies Ca. Bathyarchaeota archaeon RBG_13_60_20(N)
        - Stamm RBG_13_60_20-(H) alias RBG_13_60_20(N)

      - Spezies Ca. Bathyarchaeota archaeon TCS64(N)
        - Stamm TCS64-TCS64(H) alias TCS64(N,G)

      - Spezies UBA8941 sp8941u(G) [Ca. Bathyarchaeota archaeon isolate UBA8941(N)]
        - Stamm UBA8941(N,G,H)

      - Speties …
      - Spezies RBG-16-57-9 sp001775965(G) [Ca. Bathyarchaeota archaeon RBG_13_60_20(N), Ca. Bathyarchaeota archaeon RBG_16_57_9(N)]
        - Stamm RBG_13_60_20(N,G,P)
        - Stamm RBG_16_57_9(N,G,P)

      - Spezies RBG-16-57-9 sp018652685(G) [Ca. Bathyarchaeota archaeon isolate SI048_bin30(N)]
        - Stamm SI048_bin30(N,G)

      - Spezies RBG-16-57-9 sp020697635(G) [Ca. Bathyarchaeota archaeon isolate SF.bin41(N)]
        - Stamm SF.bin41(N,G)

      - Spezies RBG-16-57-9 sp026014515(G) [Ca. Bathyarchaeota archaeon isolate DYS_8(N)]
        - Stamm DYS_8(N,G)

      - Spezies RBG-16-57-9 sp030613835(G) [Ca. Bathyarchaeota archaeon isolate CSMAG_2367(N)]
        - Stamm CSMAG_2367(N,G)

      - Spezies RBG-16-57-9 sp030669135(G) [Ca. Bathyarchaeota archaeon isolate CSMAG_1075(N)]
        - Stamm CSMAG_1075(N,G)

      - Spezies RBG-16-57-9 sp035529295(G) [Ca. Desulfaltia sp. isolate SMAG_U14176 (sic!)(N)]
        - Stamm SMAG_U14176(G,N)

      - Spezies RBG-16-57-9 sp035529515(G) [Ca. Krumholzibacteriaceae bacterium isolate SMAG_U14164 (sic!)(N)]
        - Stamm SMAG_U14164(G,N)

      - Spezies RBG-16-57-9 sp036396185(G) [Ca. Bathyarchaeia archaeon isolate SMAG_U2945(N)]
        - Stamm SMAG_U2945(N,G)

      - Spezies RBG-16-57-9 sp937877765(G) [Ca. Bathyarchaeota archaeon isolate SRR6823441_bin.35_CONCOCT_v1.1_MAG(N)[16]]
        - Stamm SRR6823441_bin.35_CONCOCT_v1.1_MAG

      - Spezies UBA8941 sp001774245(G) [Ca. Bathyarchaeota archaeon RBG_13_52_12(N)]
        - Stamm RBG_13_52_12(N,G,P)

      - Spezies UBA8941 sp016867505(G) [Ca. Bathyarchaeota archaeon isolate K_DeepCast_250m_m2_015(N)]
        - Stamm K_DeepCast_250m_m2_015

      - Spezies UBA8941 sp016930055(G) [Ca. Bathyarchaeota archaeon isolate Zod_Metabat.1465(N)]
        - Stamm Zod_Metabat.1465

      - Spezies UBA8941 sp017883585(G) [Ca. Bathyarchaeota archaeon isolate Chersky_747(N)]
        - Stamm Chersky_747

      - Spezies UBA8941 sp030691555(G) [Ca. Bathyarchaeota archaeon isolate C20_metabat.bin.87(N)]
        - Stamm C20_metabat.bin.87
        - Stamm SO_2017_GW3_37

      - Spezies UBA8941 sp041304265(G) [Ca. Bathyarchaeota archaeon isolate PPR_0093(N)]
        - Stamm PPR_0093

      - Spezies UBA8941 sp041304325(G) [Ca. Bathyarchaeota archaeon isolate PPR_0092(N)]
        - Stamm PPR_0092

      - Spezies UBA8941 sp041489375(G) [Ca. Bathyarchaeia archaeon isolate OBJ1_062018_150_2(N)]
        - Stamm OBJ1_062018_150_2

    - Gattung BS750m-G28(G)
      - Spezies BS750m-G28 sp016783455(G) [Ca. Bathyarchaeota archaeon isolate BS750m-G28(N)]
        - Stamm BS750m-G28(N,G)

      - Spezies BS750m-G28 sp020346605(G) [Ca. Bathyarchaeota archaeon isolate bin16(N)]
        - Stamm bin16(N,G)

      - Spezies BS750m-G28 sp030602935(G) [Ca. Bathyarchaeota archaeon isolate CSMAG_1250(N)]
        - Stamm CSMAG_1250(N,G)

      - Spezies BS750m-G28 sp035527235(G) [Patescibacteria group bacterium isolate SMAG_U14280 (sic!)(N)]
        - Stamm SMAG_U14280(N,G)

    - Gattung DAOVCM01(G)
      - Spezies DAOVCM01 sp030670015(G) [Ca. Bathyarchaeota archaeon isolate CSMAG_1031(N)]
        - Stamm CSMAG_1031(N,G)

    - Gattung GCA-2726865(G) [BC29(P)[A. 15]]
      - Spezies GCA-2726865 sp014381835(G) [Ca. Bathyarchaeota archaeon isolate BS750m-G27(N), Ca. Bathyarchaeota archaeon isolate NIOZ-UU69(N)]
        - Stamm BS750m-G27(N,G)
        - Stamm NIOZ-UU69(N,G)

      - Spezies GCA-2726865 sp020354065(G) [Ca. Bathyarchaeota archaeon isolate bin91(N)[25]]
        - Stamm bin91(N,G)[A. 16][25](P)

      - Spezies GCA-2726865 sp026014875(G) [Ca. Bathyarchaeota archaeon isolate QDN_3(N)]
        - Stamm QDN_3(N,G)

      - Spezies GCA-2726865 sp030739585(G) [Ca. Bathyarchaeota archaeon isolate ETNP2_MAG_56(N)]
        - Stamm ETNP2_MAG_56(N,G)
        - Stämme Arabian12_MAG_4 und ETNP3_MAG_50(G)

      - Spezies Ca. Bathyarchaeota archaeon isolate Hel238.bin100(N)
        - Stamm Hel238.bin100[26](N,P)

    - Gattung JAGTQU01(G)
      - Spezies JAGTQU01 sp018396695(G) [Ca. Bathyarchaeota archaeon isolate QZM_B1_bin_55(N), Ca. Bathyarchaeota archaeon isolate QZM_B4_bin_53(N)]
        - Stamm QZM_B1_bin_55(N,G)
        - Stamm QZM_B4_bin_53(N,G)

    - Gattung JAGTRB01(G)
      - Spezies JAGTRB01 sp018396515(G) [Ca. Bathyarchaeota archaeon isolate QZM_A1_bin_46(N)]
        - Stamm QZM_A1_bin_46(N,G)

      - Spezies JAGTRB01 sp018396865(G) [Ca. Bathyarchaeota archaeon isolate JZ-2_2_bin_129(N)]
        - Stamm JZ-2_2_bin_129(N,G)
        - Stämme JZ-2_201808_bins_1; …(G)

      - Spezies JAGTRB01 sp037439685(G) [Ca. Bathyarchaeota archaeon isolate PBS170224_bin_79(N)]
        - Stamm PBS170224_bin_79(N,G)

      - Spezies JAGTRB01 sp938048735(G) [Uncultured archaeon isolate S1_Bin_MAXBIN__147_sub_1(N)]
        - Stamm S1_Bin_MAXBIN__147_sub_1(N,G)

  - Familie „Wuzhiqiitorrisaceae“(H)
    - Gattung „Wuzhiqiitorris“(H)
      - Spezies [Wuzhiqiitorris sp. 3300021472_35] (formal ergänzt)
        - Stamm 3300021472_35(H)

  - Familie „Wuzhiqiithermaceae“(H)
    - Gattung „Wuzhiqiithermus“(H)
      - Spezies Ca. Bathyarchaeota archaeon isolate UWMA-0209(N)
        - Stamm UWMA_0209(H) alias UWMA-0209(N,G)

  - Familie „Wuzhiqiimorphaceae“(H) [f__PIYN01(G)]
    - Gattung „Wuzhiqiimorpha“(H) [PIYN01(G)]
      - Spezies PIYN01 sp003601775(G) [Ca. Bathyarchaeota archaeon isolate M10_bin139(N)]
        - Stamm M10_bin139(N,G,H)
        - Stamm AUK248(G)
        - Stamm SRR6823441_bin.240_CONCOCT_v1.1_MAG(G)[16]

### Xuanwuarculales
- Ordnung „Xuanwuarculales“(H) [o__RBG-16-48-13(G)]
  - Familie „Xuanwuarculaceae“(H) [f__RBG-16-48-13(G)] (früher in MCG-17(H))
    - Gattung „Xuanwuarcula“(H) [RBG-16-48-13(G)]
      - Spezies „Xuanwuarcula inferioraqua“ [RBG-16-48-13 sp001775995(G), Ca. Bathyarchaeota archaeon RBG_16_48_13(N)]
        - Stamm RBG_16_48_13-(H) alias RBG_16_48_13(G,N)

  - Familie f__GCA-020345945(G)
    - Gattung GCA-020345945(G)
      - Spezies GCA-020345945 sp020345945(G) [Ca. Bathyarchaeota archaeon isolate bin22(N)]
        - Stamm bin22(N,G,P)

  - Familie GCA-020355125(G)
    - Gattung DAOVBJ01(G)
      - Spezies DAOVBJ01 sp026015035(G) [Ca. Bathyarchaeota archaeon isolate DVMM_8(N)]
        - Stamm DVMM_8(N,G)

      - Spezies DAOVBJ01 sp030670615(G) [Ca. Bathyarchaeota archaeon isolate CSMAG_1002(N)]
        - Stamm CSMAG_1002(N,G)

      - Spezies DAOVBJ01 sp036446055(G) [Ca. Bathyarchaeia archaeon isolate BS1bin.30(N)]
        - Stamm BS1bin.30(N,G)

    - Gattung GCA-020355125(G)
      - Spezies GCA-020355125 sp020355125(G) [Ca. Bathyarchaeota archaeon isolate bin796(N)]
        - Stamm bin796(N,G,P)

    - Gattung JAOZHK01 (früher(G))
      - Spezies [Ca. Bathyarchaeota archaeon isolate DVMM_17(N) (früher JAOZHK01 sp026014905(G)]
        - Stamm DVMM_17(N)

    - Gattung JAUPKU01(G)
      - Spezies JAUPKU01 sp030837285(G) [Thermoproteota archaeon isolate erpe_2018_pw_0hr_WHONDRS-PP48-000085_B_bin.57 (sic!)(N)]
        - Stamm erpe_2018_pw_0hr_WHONDRS-PP48-000085_B_bin.57(N,G)

    - Gattung JAUWWH01(G)
      - Spezies JAUWWH01 sp030607815(G) [Ca. Bathyarchaeota archaeon isolate CSMAG_2314(N)]
        - Stamm CSMAG_2314(N,G)

      - Spezies JAUWWH01 sp030617005(G) [Ca. Bathyarchaeota archaeon isolate CSMAG_2653(N)]
        - Stamm CSMAG_2653(N,G)

      - Spezies JAUWWH01 sp030671165(G) [Ca. Bathyarchaeota archaeon isolate CSMAG_973(N)]
        - Stamm CSMAG_973(N,G)

    - Gattung JAWBNY01(G)
      - Spezies JAWBNY01 sp038826985(G) [ Ca. Bathyarchaeia archaeon isolate HHBFW-2_201803_bins_133(N)]
        - Stamm HHBFW-2_201803_bins_133(N,G)

    - Gattung JBGOZA01(G)
      - Spezies JBGOZA01 sp041480025(G) [Ca. Bathyarchaeia archaeon isolate OBJ_0618_130150_3(N)]
        - Stamm OBJ_0618_130150_3(N,G)

    - Gattung JAWBNY01(G)
      - Spezies JAWBNY01 sp038826985(G) [Ca. Bathyarchaeia archaeon isolate HHBFW-2_201803_bins_133(N)]
        - Stamm HHBFW-2_201803_bins_133(N,G)

    - Gattung JBGOZA01(G)
      - Spezies JBGOZA01 sp041480025(G) [Ca. Bathyarchaeia archaeon isolate OBJ_0618_130150_3(N)]
        - Stamm OBJ_0618_130150_3(N,G)

  - Familie JAGMEO01(G)
    - Gattung JAGMEO01(G)
      - Spezies JAGMEO01 sp023128135(G)(G) [Ca. Bathyarchaeota archaeon isolate RS_19_18, Ca. Bathyarchaeota archaeon isolate CSMAG_924(N)]
        - Stamm RS_19_18(N,G)
        - Stamm CSMAG_924(N,G)

      - Spezies JAGMEO01 sp030602965(G) [Ca. Bathyarchaeota archaeon isolate CSMAG_1248(N)]
        - Stamm CSMAG_1248(N,G)

  - Familie JAGTRE01(G)
    - Gattung JAGTRE01(G)
      - Spezies JAGTRE01 sp018396415(G) [Ca. Bathyarchaeota archaeon isolate JZ-2_2_bin_159(N)]
        - Stamm JZ-2_2_bin_159(N,G)

  - Familie f__RBG-1 6-48-13(G)
    - Gattung RBG-1 6-48-13(G)
      - Spezies RBG-16-48-13 sp001775995(G) [Ca. Bathyarchaeota archaeon RBG_16_48_13(N). Ca. Bathyarchaeia archaeon isolate SMAG_U8452(N)]
        - Stamm RBG_16_48_13(N,G)
        - Stamm SMAG_U8452(N,G)

### Zhuquarculales
- Ordnung „Zhuquarculales“(H,P) [o__EX4484-135(G)]
  - Familie „Zhuquomorphaceae“(H)
    - Gattung „Zhuquomorpha“(H)
      - Spezies Ca. Bathyarchaeota archaeon isolate HyVt-200
        - Stamm HyVt_200(H) alias HyVt-200(N,G)

      - Spezies [Zhuquomorpha sp. 3300014913_51] (formal ergänzt)
        - Stamm 3300014913_51

  - Familie „Zhuquarculaceae“ [f__EX4484-135(G)]
    - Gattung „Zhuquarcula“(H) [EX4484-135(G)]
      - Spezies Ca. Bathyarchaeota archaeon isolate B13_G2(N)
        - Stamm B13_G2(N,H,P)

      - Spezies Ca. Bathyarchaeota archaeon isolate B42_G17(N)
        - Stamm B42_G17(N,G,H,P)

      - Spezies EX4484-135 sp011040545(G) [Ca. Bathyarchaeota archaeon ex4484_135(N)]
        - Stamm ex4484_135-ex4484_135(H) alias ex4484_135(N,G)

      - Spezies Ca. Bathyarchaeota archaeon isolate HyVt-117(N)
        - Stamm HyVt-117(N,G,H)

      - Spezies EX4484-135 sp011040545(G) [Ca. Bathyarchaeota archaeon isolate HyVt-157(N)]
        - Stamm HyVt-157(N,G,H)

      - Spezies Ca. Bathyarchaeota archaeon isolate HyVt-215(N)
        - Stamm HyVt-215(N,G,H)

      - Spezies „Zhuquarcula teneretur“(H)
        - Stamm 3300022170_10(H)

  - Familie f__B24-G1(G)
    - Gattung B24-G1(G)
      - Spezies B24-G1 sp003662535(G) [Ca. Bathyarchaeota archaeon isolate B24_G(N)]
        - Stamm B24_G1(N,G)

### o__JAPDIZ01
- Ordnung o__JAPDIZ01(G)
  -     - Familie f__JAPDIZ01(G)
      - Gattung JAPDIZ01(G)
        - Spezies JAPDIZ01 sp029259355(G) [Ca. Bathyarchaeota archaeon isolate S4B2_HD70(N)]
          - Stamm S4B2_HD70(G)

### ohne Zuweisung einer Ordnung
- ohne Ordnungszuweisung und nähere Klassifizierung
  - Spezies Ca. Bathyarchaeota archaeon isolate E29_bin53(N)
    - Stamm E29_bin53(N)

(G) – Genome Taxonomy Database (GTDB); (Go) – früherer GTDB-Eintrag
(L) – List of Prokaryotic names with Standing in Nomenclature (LPSN); (Lc) – korrigierter LPSN-Eintrag
(N) – Taxonomie des National Center for Biotechnology Information (NCBI)
(B) – Loh, Hervé, Burne (2021)
(H) – Hou et al. (2024); (Hc) – korrigierter Eintrag
(P) – Pavia et al. (2024)
Anm.: Der erstgenannte „Stamm“ (bzw. DNA-Sequenz, MAG) ist die Referenz.

## Etymologie
Der Name des der Klasse bzw. des Phylums, „Bathyaechaeia“ respektive „Bathyarchaeota“, leitet sich ab von altgriechisch βαθύς bathys, deutsch „tief“, da die Klade einerseits tief in den Thermoproteati („TACK-Superphylum“) verzweigt sein könnte und andererseits die Vertreter häufig in den tiefen unterirdischen Sedimenten nachgewiesen wurden, das angehängte Suffix „-archaeota“ bzw. „-archaeia“ kennzeichnet Archaeenphyla bzw. -klassen, zur Wortherkunft siehe dort.
Namen der Ordnungen:
- „Bathyarchaeales“ – der Namen der Typusordnung stimmt mit dem der Klasse bzw. des Phylums überein, abgesehen von der Archaeenordnungen anzeigenden Endung ‚-archaeales‘.
- „Hecatellales“ – der Name dieser Ordnung leitet sich ab von der vorgeschlagenen Typusgattung, Hecatella, versehen mit dem Archaeenordnungen anzeigenden Suffix. Hecatella ist eine neulateinische Verkleinerungsform des Namens der Hekate (altgriechisch Ἑκάτη Hekátē), in der griechischen Mythologie Göttin der Hexerei und der Wegkreuzungen und Weggabelungen; eine Anspielung darauf, dass sich der Stoffwechsel dieser Organismen aufgrund ihres Mtr-Komplexes an der „Kreuzung“ der Methanogenese und des Wood-Ljungdahl-Wegs befindet.
- o__JAPDIZ01 – das Akronym der provisorischen GTDB-Bezeichnung benennt eine Ordnung (Vorsatz ‚o__‘) mit einer einzigen Spezies, deren Referenzstamm S4B2_HD70 die BenBank-Zugriffsnummer JAPDIZ000000000.1 hat.

Angesichts der Schwierigkeit, Hunderte von Gattungsnamen für Bathyarchaeia-MAGs manuell zu erstellen, wurde teilweise (Hou et al., 2023) ein automatisierter Ansatz zur Lösung dieses Problems angewandt, beruhend auf Wortwurzeln aus traditionellen chinesischen mythologischen Figuren, Umweltbegriffen zusammen mit den vom ICNP autorisierten Suffixen in Abhängigkeit von der Rangstufe
- Baizomonadales – benannt nach Baize (chinesisch 白澤, Pinyin Báizé), einem gutartigen Wesen der chinesischen Mythologie, das in den kalten Kunlun-Bergen lebt; diese Linie ist zwar in unterschiedlichen Umgebungen verbreitet, stammt aber größtenteils aus kalten Meeressedimenten.
- Bifangarchaeales – benannt nach dem einbeinigen Vogel Bifang (chinesisch 畢方, Pinyin Bì Fāng, W.-G. Pi Fang) der chinesischen Mythologie; einem Symbol des Wildfeuers, ein Verweis darauf, dass diese Linie überwiegend von Heißen Quellen stammt.
- Jinwuousiales – benannt nach dem dreibeinigen Vogel Jinwu (chinesisch 金烏, Pinyin jīnwū, wörtlich ‚Goldkrähe‘) der chinesischen Mythologie; er lebt in der Sonne – auch die Mitglieder dieser Linie stammen zumeist von hydrothermalen Schloten.
- Mazuousiales – benannt nach der Meeresgöttin Mazu (chinesisch 媽祖 / 妈祖, Pinyin Māzǔ) der chinesischen Mythologie; diese Linie stammt hauptsächlich aus den Sedimenten des Ostchinesischen Meeres.
- Houtuarculales – benannt nach Houtu (chinesisch 后土, Pinyin Hòutǔ, ‚Königin der Erde‘), einer Erdgöttin der chinesischen Mythologie; diese Linie wird überwiegend in Böden gefunden.
- Wuzhiqiibiales – benannt nach Wuzhiqi (chinesisch 無支祁); in der chinesischen Mythologie der Gott des Huai-Flusses; diese Linie stammt größtenteils aus Meeressedimenten, insbesondere aus Flussmündungen im Meer.
- Xuanwuarculales – benannt nach Xuanwu (chinesisch 玄武, Pinyin Xuánwǔ), einer schwarzen Schildkröte der chinesischen Mythologie, ein Gott der Eiseskälte und des Wassers; es gibt nur ein MAG aus unterirdischen Wassersedimenten.
- Zhuquarculales – benannt nach dem roten Vogel Zhuque (chinesisch 朱雀, Pinyin Zhūquè, englisch Vermilion Bird – „Zinnoberroter Vogel“), einem Feuergott der chinesischen Mythologie; alle Arten dieser Linie stammen von hydrothermalen Schloten.

## Viren und CRISPR-Systeme

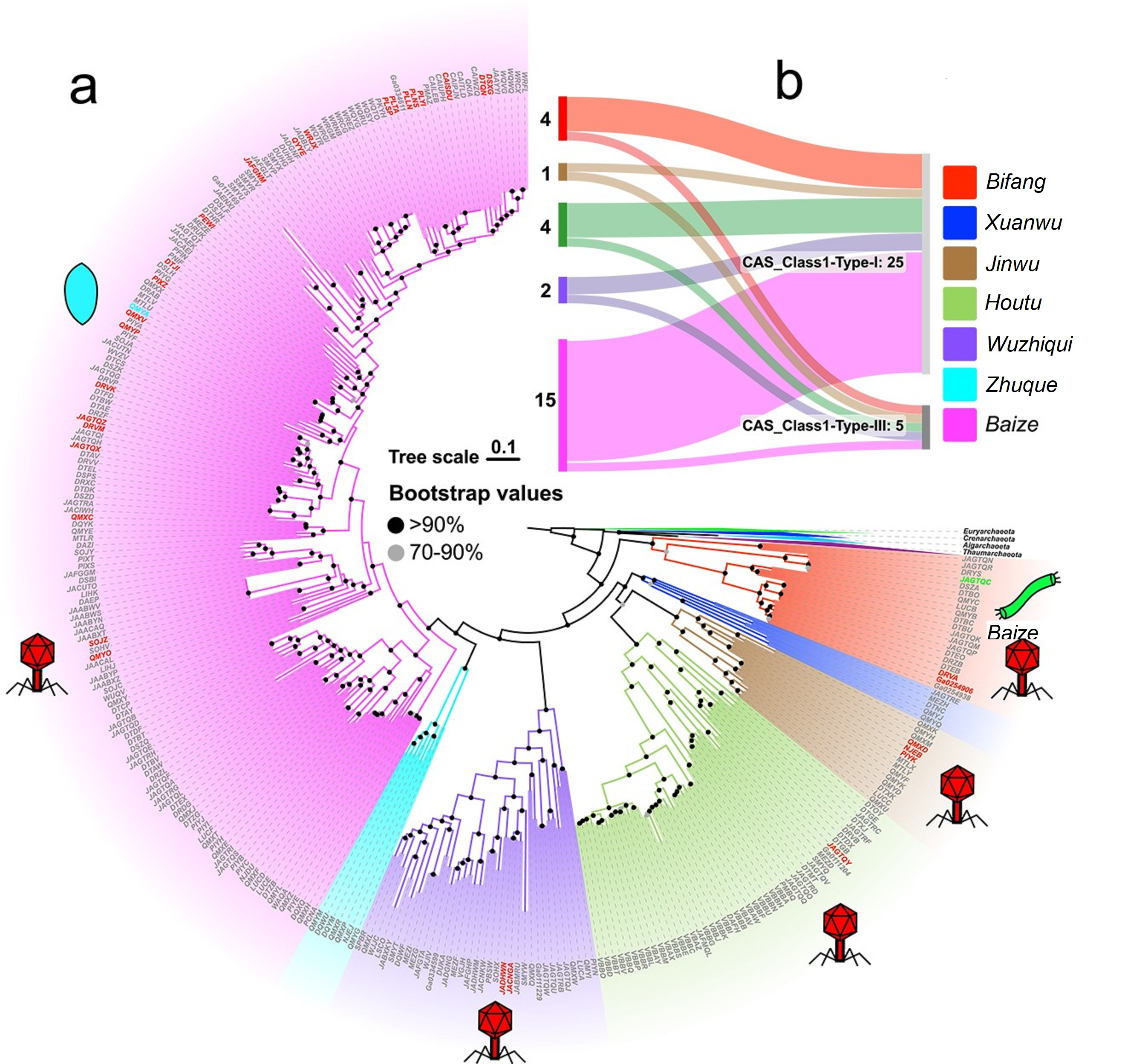
Verteilung der identifizierten Viren im Stammbaum der Bathyarchaeia; (a) Maximum-Likelihood-Baum der Bathyarchaeia; (b) Subtypen von CRISPR-Cas-Systemen in verschiedenen Bathyarchaeia-Ordnungen

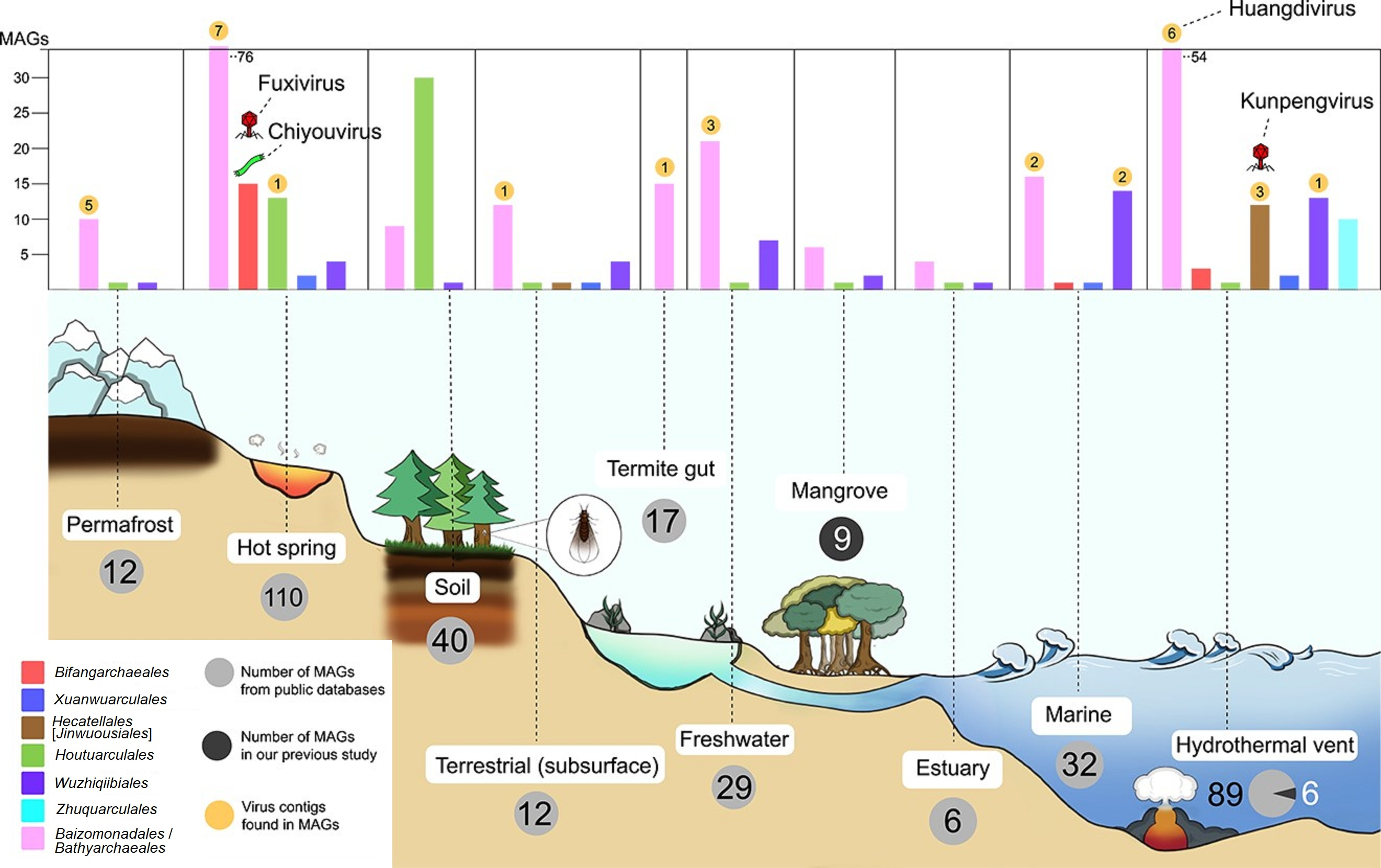
Ökologische Verteilung der Bathyarchaeia und ihrer Viren; die Anzahl der Bathyarchaeia-MAGs in den verschiedenen Habitattypen ist pro Ordnung im Balkendiagramm dargestellt

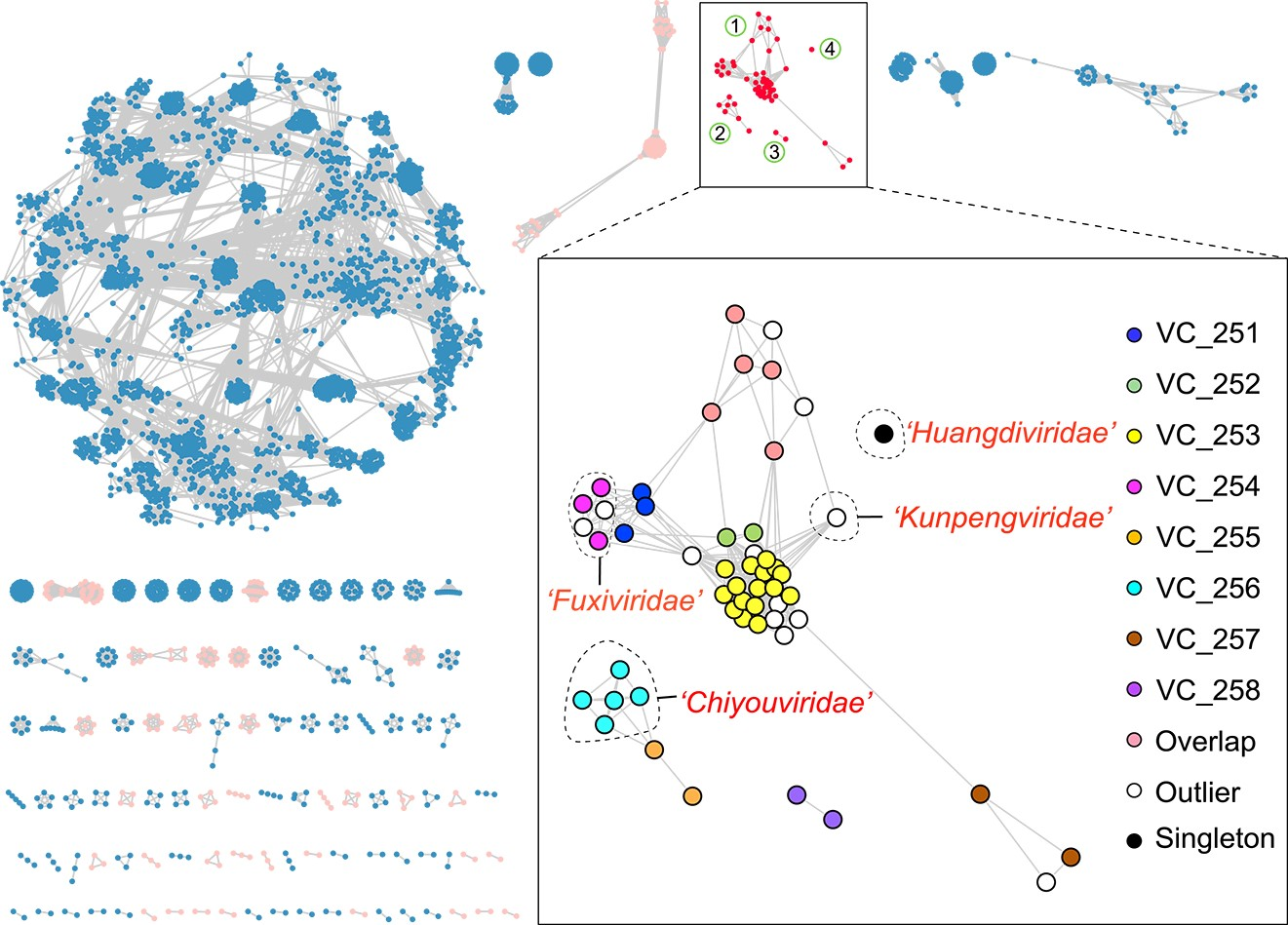
Klassifizierung von Bathyarchaeia-Viren auf der Grundlage des Gesamtgenom-Protein-Sharing-Netzwerks mit anderen prokaryotischen Viren

Viren haben als die am häufigsten vorkommenden biologischen Agenten auf dem Planeten einen großen Einfluss auf die Zusammensetzung und Aktivität mikrobieller Gemeinschaften; das gilt insbesondere für ubiquitäre Gruppen wie die der Bathyarchaeen, deren Zusammensetzung und Aktivitäten sie beeinflussen.
In einer von Duan et al. 2024 veröffentlichten Studie berichteten diese Autoren über die Identifizierung von über 56 MAGs (Metagenom-assemblierten Genomen) von Bathyarchaeia-Viren aus verschiedenen Umgebungen. Aufgrund von phylogenetischen und Gene-Sharing-Netzwerk-Analysen schlug das Team vier Virusfamilien vor:
- Fuxiviridae, und Kunpengviridae, beide Klasse Caudoviricetes im Realm Duplodnaviria;
- Chiyouviridae, Ordnung Ligamenvirales im Realm Adnaviria;
- Huangdiviridae, unter den bisher (Stand 10. Juli 2025) noch nicht näher klassifizierten spindelförmigen Archaeenviren.

Alle vier Familien sind inzwischen vom International Committee on Taxonomy of Viruses (ICTV) offiziell bestätigt, weil hierzu (im Gegensatz zu ihren Wirten als Prokaryoten) Gensequenzen hinreichend guter Qualität ausreichen.
Die CRISPR-Cas-Systeme der verschiedenen Bathyarchaeia-Ordnungen werden wie folgt bezeichnet:
Bifang (Bifangarchaeales), Xuanwu (Xuanwuarculales), Jinwu (Jinwuousiales/Hecatellales), Mazu (Mazuousiales), Houtu, (Houtuarculales), Wuzhiqi (Wuzhiqiibiales), Zhuque (Zhuquarculales), Baize (Baizomonadales/Bathyarchaeales).
Genomanalysen deckten verschiedene CRISPR-Elemente in den Bathyarchaeia-Viren auf:
- Viren der Familie Fuxiviridae beherbergen ein atypisches CRISPR-Cas-System vom Typ IV-B und ein Cas4-Protein, das die Wirtsimmunität beeinträchtigen könnte.
- Viren der Familie Chiyouviridae kodieren eine Cas2-ähnliche Endonuklease und zwei Mini-CRISPR-Arrays (eines mit einem Repeat, das mit der des Wirts-CRISPR-Arrays identisch ist). Dies könnte dem Virus bei der Konkurrenz mit anderen mobilen genetischen Elementen (MGEs) helfen oder die Virusabwehr des Wirts hemmen.[7]

## Weiterführende Literatur
- Xingyun Yi, Kristian Koefoed Brandt, Shudan Xue, Jingjing Peng, Yifei Wang, Meng Li, Ye Deng, Guilan Duan: Niche differentiation and biogeography of Bathyarchaeia in paddy soil ecosystems: a case study in eastern China. In: BMC: Environmental Microbiome, Band 19, Nr. 13, 1. März 2024; doi:10.1186/s40793-024-00555-8 (englisch).